# Ловушка (шахматы)
Лову́шка — в шахматах попытка спровоцировать соперника на внешне выгодное продолжение, которое в действительности оказывается ошибочным.
В широком смысле согласно Якову Нейштадту ловушка — любой хитрый ход, содержащий скрытую угрозу и рассчитанный на промах противника.
В узком смысле ловушка — это не всякая провокация ошибки, а лишь такая, которая связана с определённым риском.
Ловушки можно классифицировать по характеру «провокация»: одни рассчитаны на естественный напрашивающийся ответ, который оказывается ошибкой, другие провоцируют соперника на активные действия, кажущиеся «особенно выгодными». Также выделяют ловушки без риска для ставящего и с риском.
Особой популярностью пользуются дебютные ловушки. Многие из них уже давно известны, но встречаются и новинки в виде домашних заготовок.
Иногда ловушка при правильном ответе соперника может ухудшить собственную позицию, как это ярко отображено в мате Легаля.

## Примеры

### Гамбит Блэкберна
|   | a | b | c | d | e | f | g | h |   |
| - | --- | --- | --- | --- | --- | --- | --- | --- | - |
| 8 | a8 чёрная ладья · c8 чёрный слон · d8 чёрный ферзь · e8 чёрный король · f8 чёрный слон · g8 чёрный конь · h8 чёрная ладья · a7 чёрная пешка · b7 чёрная пешка · c7 чёрная пешка · d7 чёрная пешка · f7 чёрная пешка · g7 чёрная пешка · h7 чёрная пешка · e5 чёрная пешка · c4 белый слон · d4 чёрный конь · e4 белая пешка · f3 белый конь · a2 белая пешка · b2 белая пешка · c2 белая пешка · d2 белая пешка · f2 белая пешка · g2 белая пешка · h2 белая пешка · a1 белая ладья · b1 белый конь · c1 белый слон · d1 белый ферзь · e1 белый король · h1 белая ладья | a8 чёрная ладья · c8 чёрный слон · d8 чёрный ферзь · e8 чёрный король · f8 чёрный слон · g8 чёрный конь · h8 чёрная ладья · a7 чёрная пешка · b7 чёрная пешка · c7 чёрная пешка · d7 чёрная пешка · f7 чёрная пешка · g7 чёрная пешка · h7 чёрная пешка · e5 чёрная пешка · c4 белый слон · d4 чёрный конь · e4 белая пешка · f3 белый конь · a2 белая пешка · b2 белая пешка · c2 белая пешка · d2 белая пешка · f2 белая пешка · g2 белая пешка · h2 белая пешка · a1 белая ладья · b1 белый конь · c1 белый слон · d1 белый ферзь · e1 белый король · h1 белая ладья | a8 чёрная ладья · c8 чёрный слон · d8 чёрный ферзь · e8 чёрный король · f8 чёрный слон · g8 чёрный конь · h8 чёрная ладья · a7 чёрная пешка · b7 чёрная пешка · c7 чёрная пешка · d7 чёрная пешка · f7 чёрная пешка · g7 чёрная пешка · h7 чёрная пешка · e5 чёрная пешка · c4 белый слон · d4 чёрный конь · e4 белая пешка · f3 белый конь · a2 белая пешка · b2 белая пешка · c2 белая пешка · d2 белая пешка · f2 белая пешка · g2 белая пешка · h2 белая пешка · a1 белая ладья · b1 белый конь · c1 белый слон · d1 белый ферзь · e1 белый король · h1 белая ладья | a8 чёрная ладья · c8 чёрный слон · d8 чёрный ферзь · e8 чёрный король · f8 чёрный слон · g8 чёрный конь · h8 чёрная ладья · a7 чёрная пешка · b7 чёрная пешка · c7 чёрная пешка · d7 чёрная пешка · f7 чёрная пешка · g7 чёрная пешка · h7 чёрная пешка · e5 чёрная пешка · c4 белый слон · d4 чёрный конь · e4 белая пешка · f3 белый конь · a2 белая пешка · b2 белая пешка · c2 белая пешка · d2 белая пешка · f2 белая пешка · g2 белая пешка · h2 белая пешка · a1 белая ладья · b1 белый конь · c1 белый слон · d1 белый ферзь · e1 белый король · h1 белая ладья | a8 чёрная ладья · c8 чёрный слон · d8 чёрный ферзь · e8 чёрный король · f8 чёрный слон · g8 чёрный конь · h8 чёрная ладья · a7 чёрная пешка · b7 чёрная пешка · c7 чёрная пешка · d7 чёрная пешка · f7 чёрная пешка · g7 чёрная пешка · h7 чёрная пешка · e5 чёрная пешка · c4 белый слон · d4 чёрный конь · e4 белая пешка · f3 белый конь · a2 белая пешка · b2 белая пешка · c2 белая пешка · d2 белая пешка · f2 белая пешка · g2 белая пешка · h2 белая пешка · a1 белая ладья · b1 белый конь · c1 белый слон · d1 белый ферзь · e1 белый король · h1 белая ладья | a8 чёрная ладья · c8 чёрный слон · d8 чёрный ферзь · e8 чёрный король · f8 чёрный слон · g8 чёрный конь · h8 чёрная ладья · a7 чёрная пешка · b7 чёрная пешка · c7 чёрная пешка · d7 чёрная пешка · f7 чёрная пешка · g7 чёрная пешка · h7 чёрная пешка · e5 чёрная пешка · c4 белый слон · d4 чёрный конь · e4 белая пешка · f3 белый конь · a2 белая пешка · b2 белая пешка · c2 белая пешка · d2 белая пешка · f2 белая пешка · g2 белая пешка · h2 белая пешка · a1 белая ладья · b1 белый конь · c1 белый слон · d1 белый ферзь · e1 белый король · h1 белая ладья | a8 чёрная ладья · c8 чёрный слон · d8 чёрный ферзь · e8 чёрный король · f8 чёрный слон · g8 чёрный конь · h8 чёрная ладья · a7 чёрная пешка · b7 чёрная пешка · c7 чёрная пешка · d7 чёрная пешка · f7 чёрная пешка · g7 чёрная пешка · h7 чёрная пешка · e5 чёрная пешка · c4 белый слон · d4 чёрный конь · e4 белая пешка · f3 белый конь · a2 белая пешка · b2 белая пешка · c2 белая пешка · d2 белая пешка · f2 белая пешка · g2 белая пешка · h2 белая пешка · a1 белая ладья · b1 белый конь · c1 белый слон · d1 белый ферзь · e1 белый король · h1 белая ладья | a8 чёрная ладья · c8 чёрный слон · d8 чёрный ферзь · e8 чёрный король · f8 чёрный слон · g8 чёрный конь · h8 чёрная ладья · a7 чёрная пешка · b7 чёрная пешка · c7 чёрная пешка · d7 чёрная пешка · f7 чёрная пешка · g7 чёрная пешка · h7 чёрная пешка · e5 чёрная пешка · c4 белый слон · d4 чёрный конь · e4 белая пешка · f3 белый конь · a2 белая пешка · b2 белая пешка · c2 белая пешка · d2 белая пешка · f2 белая пешка · g2 белая пешка · h2 белая пешка · a1 белая ладья · b1 белый конь · c1 белый слон · d1 белый ферзь · e1 белый король · h1 белая ладья | 8 |
| 7 | a8 чёрная ладья · c8 чёрный слон · d8 чёрный ферзь · e8 чёрный король · f8 чёрный слон · g8 чёрный конь · h8 чёрная ладья · a7 чёрная пешка · b7 чёрная пешка · c7 чёрная пешка · d7 чёрная пешка · f7 чёрная пешка · g7 чёрная пешка · h7 чёрная пешка · e5 чёрная пешка · c4 белый слон · d4 чёрный конь · e4 белая пешка · f3 белый конь · a2 белая пешка · b2 белая пешка · c2 белая пешка · d2 белая пешка · f2 белая пешка · g2 белая пешка · h2 белая пешка · a1 белая ладья · b1 белый конь · c1 белый слон · d1 белый ферзь · e1 белый король · h1 белая ладья | a8 чёрная ладья · c8 чёрный слон · d8 чёрный ферзь · e8 чёрный король · f8 чёрный слон · g8 чёрный конь · h8 чёрная ладья · a7 чёрная пешка · b7 чёрная пешка · c7 чёрная пешка · d7 чёрная пешка · f7 чёрная пешка · g7 чёрная пешка · h7 чёрная пешка · e5 чёрная пешка · c4 белый слон · d4 чёрный конь · e4 белая пешка · f3 белый конь · a2 белая пешка · b2 белая пешка · c2 белая пешка · d2 белая пешка · f2 белая пешка · g2 белая пешка · h2 белая пешка · a1 белая ладья · b1 белый конь · c1 белый слон · d1 белый ферзь · e1 белый король · h1 белая ладья | a8 чёрная ладья · c8 чёрный слон · d8 чёрный ферзь · e8 чёрный король · f8 чёрный слон · g8 чёрный конь · h8 чёрная ладья · a7 чёрная пешка · b7 чёрная пешка · c7 чёрная пешка · d7 чёрная пешка · f7 чёрная пешка · g7 чёрная пешка · h7 чёрная пешка · e5 чёрная пешка · c4 белый слон · d4 чёрный конь · e4 белая пешка · f3 белый конь · a2 белая пешка · b2 белая пешка · c2 белая пешка · d2 белая пешка · f2 белая пешка · g2 белая пешка · h2 белая пешка · a1 белая ладья · b1 белый конь · c1 белый слон · d1 белый ферзь · e1 белый король · h1 белая ладья | a8 чёрная ладья · c8 чёрный слон · d8 чёрный ферзь · e8 чёрный король · f8 чёрный слон · g8 чёрный конь · h8 чёрная ладья · a7 чёрная пешка · b7 чёрная пешка · c7 чёрная пешка · d7 чёрная пешка · f7 чёрная пешка · g7 чёрная пешка · h7 чёрная пешка · e5 чёрная пешка · c4 белый слон · d4 чёрный конь · e4 белая пешка · f3 белый конь · a2 белая пешка · b2 белая пешка · c2 белая пешка · d2 белая пешка · f2 белая пешка · g2 белая пешка · h2 белая пешка · a1 белая ладья · b1 белый конь · c1 белый слон · d1 белый ферзь · e1 белый король · h1 белая ладья | a8 чёрная ладья · c8 чёрный слон · d8 чёрный ферзь · e8 чёрный король · f8 чёрный слон · g8 чёрный конь · h8 чёрная ладья · a7 чёрная пешка · b7 чёрная пешка · c7 чёрная пешка · d7 чёрная пешка · f7 чёрная пешка · g7 чёрная пешка · h7 чёрная пешка · e5 чёрная пешка · c4 белый слон · d4 чёрный конь · e4 белая пешка · f3 белый конь · a2 белая пешка · b2 белая пешка · c2 белая пешка · d2 белая пешка · f2 белая пешка · g2 белая пешка · h2 белая пешка · a1 белая ладья · b1 белый конь · c1 белый слон · d1 белый ферзь · e1 белый король · h1 белая ладья | a8 чёрная ладья · c8 чёрный слон · d8 чёрный ферзь · e8 чёрный король · f8 чёрный слон · g8 чёрный конь · h8 чёрная ладья · a7 чёрная пешка · b7 чёрная пешка · c7 чёрная пешка · d7 чёрная пешка · f7 чёрная пешка · g7 чёрная пешка · h7 чёрная пешка · e5 чёрная пешка · c4 белый слон · d4 чёрный конь · e4 белая пешка · f3 белый конь · a2 белая пешка · b2 белая пешка · c2 белая пешка · d2 белая пешка · f2 белая пешка · g2 белая пешка · h2 белая пешка · a1 белая ладья · b1 белый конь · c1 белый слон · d1 белый ферзь · e1 белый король · h1 белая ладья | a8 чёрная ладья · c8 чёрный слон · d8 чёрный ферзь · e8 чёрный король · f8 чёрный слон · g8 чёрный конь · h8 чёрная ладья · a7 чёрная пешка · b7 чёрная пешка · c7 чёрная пешка · d7 чёрная пешка · f7 чёрная пешка · g7 чёрная пешка · h7 чёрная пешка · e5 чёрная пешка · c4 белый слон · d4 чёрный конь · e4 белая пешка · f3 белый конь · a2 белая пешка · b2 белая пешка · c2 белая пешка · d2 белая пешка · f2 белая пешка · g2 белая пешка · h2 белая пешка · a1 белая ладья · b1 белый конь · c1 белый слон · d1 белый ферзь · e1 белый король · h1 белая ладья | a8 чёрная ладья · c8 чёрный слон · d8 чёрный ферзь · e8 чёрный король · f8 чёрный слон · g8 чёрный конь · h8 чёрная ладья · a7 чёрная пешка · b7 чёрная пешка · c7 чёрная пешка · d7 чёрная пешка · f7 чёрная пешка · g7 чёрная пешка · h7 чёрная пешка · e5 чёрная пешка · c4 белый слон · d4 чёрный конь · e4 белая пешка · f3 белый конь · a2 белая пешка · b2 белая пешка · c2 белая пешка · d2 белая пешка · f2 белая пешка · g2 белая пешка · h2 белая пешка · a1 белая ладья · b1 белый конь · c1 белый слон · d1 белый ферзь · e1 белый король · h1 белая ладья | 7 |
| 6 | a8 чёрная ладья · c8 чёрный слон · d8 чёрный ферзь · e8 чёрный король · f8 чёрный слон · g8 чёрный конь · h8 чёрная ладья · a7 чёрная пешка · b7 чёрная пешка · c7 чёрная пешка · d7 чёрная пешка · f7 чёрная пешка · g7 чёрная пешка · h7 чёрная пешка · e5 чёрная пешка · c4 белый слон · d4 чёрный конь · e4 белая пешка · f3 белый конь · a2 белая пешка · b2 белая пешка · c2 белая пешка · d2 белая пешка · f2 белая пешка · g2 белая пешка · h2 белая пешка · a1 белая ладья · b1 белый конь · c1 белый слон · d1 белый ферзь · e1 белый король · h1 белая ладья | a8 чёрная ладья · c8 чёрный слон · d8 чёрный ферзь · e8 чёрный король · f8 чёрный слон · g8 чёрный конь · h8 чёрная ладья · a7 чёрная пешка · b7 чёрная пешка · c7 чёрная пешка · d7 чёрная пешка · f7 чёрная пешка · g7 чёрная пешка · h7 чёрная пешка · e5 чёрная пешка · c4 белый слон · d4 чёрный конь · e4 белая пешка · f3 белый конь · a2 белая пешка · b2 белая пешка · c2 белая пешка · d2 белая пешка · f2 белая пешка · g2 белая пешка · h2 белая пешка · a1 белая ладья · b1 белый конь · c1 белый слон · d1 белый ферзь · e1 белый король · h1 белая ладья | a8 чёрная ладья · c8 чёрный слон · d8 чёрный ферзь · e8 чёрный король · f8 чёрный слон · g8 чёрный конь · h8 чёрная ладья · a7 чёрная пешка · b7 чёрная пешка · c7 чёрная пешка · d7 чёрная пешка · f7 чёрная пешка · g7 чёрная пешка · h7 чёрная пешка · e5 чёрная пешка · c4 белый слон · d4 чёрный конь · e4 белая пешка · f3 белый конь · a2 белая пешка · b2 белая пешка · c2 белая пешка · d2 белая пешка · f2 белая пешка · g2 белая пешка · h2 белая пешка · a1 белая ладья · b1 белый конь · c1 белый слон · d1 белый ферзь · e1 белый король · h1 белая ладья | a8 чёрная ладья · c8 чёрный слон · d8 чёрный ферзь · e8 чёрный король · f8 чёрный слон · g8 чёрный конь · h8 чёрная ладья · a7 чёрная пешка · b7 чёрная пешка · c7 чёрная пешка · d7 чёрная пешка · f7 чёрная пешка · g7 чёрная пешка · h7 чёрная пешка · e5 чёрная пешка · c4 белый слон · d4 чёрный конь · e4 белая пешка · f3 белый конь · a2 белая пешка · b2 белая пешка · c2 белая пешка · d2 белая пешка · f2 белая пешка · g2 белая пешка · h2 белая пешка · a1 белая ладья · b1 белый конь · c1 белый слон · d1 белый ферзь · e1 белый король · h1 белая ладья | a8 чёрная ладья · c8 чёрный слон · d8 чёрный ферзь · e8 чёрный король · f8 чёрный слон · g8 чёрный конь · h8 чёрная ладья · a7 чёрная пешка · b7 чёрная пешка · c7 чёрная пешка · d7 чёрная пешка · f7 чёрная пешка · g7 чёрная пешка · h7 чёрная пешка · e5 чёрная пешка · c4 белый слон · d4 чёрный конь · e4 белая пешка · f3 белый конь · a2 белая пешка · b2 белая пешка · c2 белая пешка · d2 белая пешка · f2 белая пешка · g2 белая пешка · h2 белая пешка · a1 белая ладья · b1 белый конь · c1 белый слон · d1 белый ферзь · e1 белый король · h1 белая ладья | a8 чёрная ладья · c8 чёрный слон · d8 чёрный ферзь · e8 чёрный король · f8 чёрный слон · g8 чёрный конь · h8 чёрная ладья · a7 чёрная пешка · b7 чёрная пешка · c7 чёрная пешка · d7 чёрная пешка · f7 чёрная пешка · g7 чёрная пешка · h7 чёрная пешка · e5 чёрная пешка · c4 белый слон · d4 чёрный конь · e4 белая пешка · f3 белый конь · a2 белая пешка · b2 белая пешка · c2 белая пешка · d2 белая пешка · f2 белая пешка · g2 белая пешка · h2 белая пешка · a1 белая ладья · b1 белый конь · c1 белый слон · d1 белый ферзь · e1 белый король · h1 белая ладья | a8 чёрная ладья · c8 чёрный слон · d8 чёрный ферзь · e8 чёрный король · f8 чёрный слон · g8 чёрный конь · h8 чёрная ладья · a7 чёрная пешка · b7 чёрная пешка · c7 чёрная пешка · d7 чёрная пешка · f7 чёрная пешка · g7 чёрная пешка · h7 чёрная пешка · e5 чёрная пешка · c4 белый слон · d4 чёрный конь · e4 белая пешка · f3 белый конь · a2 белая пешка · b2 белая пешка · c2 белая пешка · d2 белая пешка · f2 белая пешка · g2 белая пешка · h2 белая пешка · a1 белая ладья · b1 белый конь · c1 белый слон · d1 белый ферзь · e1 белый король · h1 белая ладья | a8 чёрная ладья · c8 чёрный слон · d8 чёрный ферзь · e8 чёрный король · f8 чёрный слон · g8 чёрный конь · h8 чёрная ладья · a7 чёрная пешка · b7 чёрная пешка · c7 чёрная пешка · d7 чёрная пешка · f7 чёрная пешка · g7 чёрная пешка · h7 чёрная пешка · e5 чёрная пешка · c4 белый слон · d4 чёрный конь · e4 белая пешка · f3 белый конь · a2 белая пешка · b2 белая пешка · c2 белая пешка · d2 белая пешка · f2 белая пешка · g2 белая пешка · h2 белая пешка · a1 белая ладья · b1 белый конь · c1 белый слон · d1 белый ферзь · e1 белый король · h1 белая ладья | 6 |
| 5 | a8 чёрная ладья · c8 чёрный слон · d8 чёрный ферзь · e8 чёрный король · f8 чёрный слон · g8 чёрный конь · h8 чёрная ладья · a7 чёрная пешка · b7 чёрная пешка · c7 чёрная пешка · d7 чёрная пешка · f7 чёрная пешка · g7 чёрная пешка · h7 чёрная пешка · e5 чёрная пешка · c4 белый слон · d4 чёрный конь · e4 белая пешка · f3 белый конь · a2 белая пешка · b2 белая пешка · c2 белая пешка · d2 белая пешка · f2 белая пешка · g2 белая пешка · h2 белая пешка · a1 белая ладья · b1 белый конь · c1 белый слон · d1 белый ферзь · e1 белый король · h1 белая ладья | a8 чёрная ладья · c8 чёрный слон · d8 чёрный ферзь · e8 чёрный король · f8 чёрный слон · g8 чёрный конь · h8 чёрная ладья · a7 чёрная пешка · b7 чёрная пешка · c7 чёрная пешка · d7 чёрная пешка · f7 чёрная пешка · g7 чёрная пешка · h7 чёрная пешка · e5 чёрная пешка · c4 белый слон · d4 чёрный конь · e4 белая пешка · f3 белый конь · a2 белая пешка · b2 белая пешка · c2 белая пешка · d2 белая пешка · f2 белая пешка · g2 белая пешка · h2 белая пешка · a1 белая ладья · b1 белый конь · c1 белый слон · d1 белый ферзь · e1 белый король · h1 белая ладья | a8 чёрная ладья · c8 чёрный слон · d8 чёрный ферзь · e8 чёрный король · f8 чёрный слон · g8 чёрный конь · h8 чёрная ладья · a7 чёрная пешка · b7 чёрная пешка · c7 чёрная пешка · d7 чёрная пешка · f7 чёрная пешка · g7 чёрная пешка · h7 чёрная пешка · e5 чёрная пешка · c4 белый слон · d4 чёрный конь · e4 белая пешка · f3 белый конь · a2 белая пешка · b2 белая пешка · c2 белая пешка · d2 белая пешка · f2 белая пешка · g2 белая пешка · h2 белая пешка · a1 белая ладья · b1 белый конь · c1 белый слон · d1 белый ферзь · e1 белый король · h1 белая ладья | a8 чёрная ладья · c8 чёрный слон · d8 чёрный ферзь · e8 чёрный король · f8 чёрный слон · g8 чёрный конь · h8 чёрная ладья · a7 чёрная пешка · b7 чёрная пешка · c7 чёрная пешка · d7 чёрная пешка · f7 чёрная пешка · g7 чёрная пешка · h7 чёрная пешка · e5 чёрная пешка · c4 белый слон · d4 чёрный конь · e4 белая пешка · f3 белый конь · a2 белая пешка · b2 белая пешка · c2 белая пешка · d2 белая пешка · f2 белая пешка · g2 белая пешка · h2 белая пешка · a1 белая ладья · b1 белый конь · c1 белый слон · d1 белый ферзь · e1 белый король · h1 белая ладья | a8 чёрная ладья · c8 чёрный слон · d8 чёрный ферзь · e8 чёрный король · f8 чёрный слон · g8 чёрный конь · h8 чёрная ладья · a7 чёрная пешка · b7 чёрная пешка · c7 чёрная пешка · d7 чёрная пешка · f7 чёрная пешка · g7 чёрная пешка · h7 чёрная пешка · e5 чёрная пешка · c4 белый слон · d4 чёрный конь · e4 белая пешка · f3 белый конь · a2 белая пешка · b2 белая пешка · c2 белая пешка · d2 белая пешка · f2 белая пешка · g2 белая пешка · h2 белая пешка · a1 белая ладья · b1 белый конь · c1 белый слон · d1 белый ферзь · e1 белый король · h1 белая ладья | a8 чёрная ладья · c8 чёрный слон · d8 чёрный ферзь · e8 чёрный король · f8 чёрный слон · g8 чёрный конь · h8 чёрная ладья · a7 чёрная пешка · b7 чёрная пешка · c7 чёрная пешка · d7 чёрная пешка · f7 чёрная пешка · g7 чёрная пешка · h7 чёрная пешка · e5 чёрная пешка · c4 белый слон · d4 чёрный конь · e4 белая пешка · f3 белый конь · a2 белая пешка · b2 белая пешка · c2 белая пешка · d2 белая пешка · f2 белая пешка · g2 белая пешка · h2 белая пешка · a1 белая ладья · b1 белый конь · c1 белый слон · d1 белый ферзь · e1 белый король · h1 белая ладья | a8 чёрная ладья · c8 чёрный слон · d8 чёрный ферзь · e8 чёрный король · f8 чёрный слон · g8 чёрный конь · h8 чёрная ладья · a7 чёрная пешка · b7 чёрная пешка · c7 чёрная пешка · d7 чёрная пешка · f7 чёрная пешка · g7 чёрная пешка · h7 чёрная пешка · e5 чёрная пешка · c4 белый слон · d4 чёрный конь · e4 белая пешка · f3 белый конь · a2 белая пешка · b2 белая пешка · c2 белая пешка · d2 белая пешка · f2 белая пешка · g2 белая пешка · h2 белая пешка · a1 белая ладья · b1 белый конь · c1 белый слон · d1 белый ферзь · e1 белый король · h1 белая ладья | a8 чёрная ладья · c8 чёрный слон · d8 чёрный ферзь · e8 чёрный король · f8 чёрный слон · g8 чёрный конь · h8 чёрная ладья · a7 чёрная пешка · b7 чёрная пешка · c7 чёрная пешка · d7 чёрная пешка · f7 чёрная пешка · g7 чёрная пешка · h7 чёрная пешка · e5 чёрная пешка · c4 белый слон · d4 чёрный конь · e4 белая пешка · f3 белый конь · a2 белая пешка · b2 белая пешка · c2 белая пешка · d2 белая пешка · f2 белая пешка · g2 белая пешка · h2 белая пешка · a1 белая ладья · b1 белый конь · c1 белый слон · d1 белый ферзь · e1 белый король · h1 белая ладья | 5 |
| 4 | a8 чёрная ладья · c8 чёрный слон · d8 чёрный ферзь · e8 чёрный король · f8 чёрный слон · g8 чёрный конь · h8 чёрная ладья · a7 чёрная пешка · b7 чёрная пешка · c7 чёрная пешка · d7 чёрная пешка · f7 чёрная пешка · g7 чёрная пешка · h7 чёрная пешка · e5 чёрная пешка · c4 белый слон · d4 чёрный конь · e4 белая пешка · f3 белый конь · a2 белая пешка · b2 белая пешка · c2 белая пешка · d2 белая пешка · f2 белая пешка · g2 белая пешка · h2 белая пешка · a1 белая ладья · b1 белый конь · c1 белый слон · d1 белый ферзь · e1 белый король · h1 белая ладья | a8 чёрная ладья · c8 чёрный слон · d8 чёрный ферзь · e8 чёрный король · f8 чёрный слон · g8 чёрный конь · h8 чёрная ладья · a7 чёрная пешка · b7 чёрная пешка · c7 чёрная пешка · d7 чёрная пешка · f7 чёрная пешка · g7 чёрная пешка · h7 чёрная пешка · e5 чёрная пешка · c4 белый слон · d4 чёрный конь · e4 белая пешка · f3 белый конь · a2 белая пешка · b2 белая пешка · c2 белая пешка · d2 белая пешка · f2 белая пешка · g2 белая пешка · h2 белая пешка · a1 белая ладья · b1 белый конь · c1 белый слон · d1 белый ферзь · e1 белый король · h1 белая ладья | a8 чёрная ладья · c8 чёрный слон · d8 чёрный ферзь · e8 чёрный король · f8 чёрный слон · g8 чёрный конь · h8 чёрная ладья · a7 чёрная пешка · b7 чёрная пешка · c7 чёрная пешка · d7 чёрная пешка · f7 чёрная пешка · g7 чёрная пешка · h7 чёрная пешка · e5 чёрная пешка · c4 белый слон · d4 чёрный конь · e4 белая пешка · f3 белый конь · a2 белая пешка · b2 белая пешка · c2 белая пешка · d2 белая пешка · f2 белая пешка · g2 белая пешка · h2 белая пешка · a1 белая ладья · b1 белый конь · c1 белый слон · d1 белый ферзь · e1 белый король · h1 белая ладья | a8 чёрная ладья · c8 чёрный слон · d8 чёрный ферзь · e8 чёрный король · f8 чёрный слон · g8 чёрный конь · h8 чёрная ладья · a7 чёрная пешка · b7 чёрная пешка · c7 чёрная пешка · d7 чёрная пешка · f7 чёрная пешка · g7 чёрная пешка · h7 чёрная пешка · e5 чёрная пешка · c4 белый слон · d4 чёрный конь · e4 белая пешка · f3 белый конь · a2 белая пешка · b2 белая пешка · c2 белая пешка · d2 белая пешка · f2 белая пешка · g2 белая пешка · h2 белая пешка · a1 белая ладья · b1 белый конь · c1 белый слон · d1 белый ферзь · e1 белый король · h1 белая ладья | a8 чёрная ладья · c8 чёрный слон · d8 чёрный ферзь · e8 чёрный король · f8 чёрный слон · g8 чёрный конь · h8 чёрная ладья · a7 чёрная пешка · b7 чёрная пешка · c7 чёрная пешка · d7 чёрная пешка · f7 чёрная пешка · g7 чёрная пешка · h7 чёрная пешка · e5 чёрная пешка · c4 белый слон · d4 чёрный конь · e4 белая пешка · f3 белый конь · a2 белая пешка · b2 белая пешка · c2 белая пешка · d2 белая пешка · f2 белая пешка · g2 белая пешка · h2 белая пешка · a1 белая ладья · b1 белый конь · c1 белый слон · d1 белый ферзь · e1 белый король · h1 белая ладья | a8 чёрная ладья · c8 чёрный слон · d8 чёрный ферзь · e8 чёрный король · f8 чёрный слон · g8 чёрный конь · h8 чёрная ладья · a7 чёрная пешка · b7 чёрная пешка · c7 чёрная пешка · d7 чёрная пешка · f7 чёрная пешка · g7 чёрная пешка · h7 чёрная пешка · e5 чёрная пешка · c4 белый слон · d4 чёрный конь · e4 белая пешка · f3 белый конь · a2 белая пешка · b2 белая пешка · c2 белая пешка · d2 белая пешка · f2 белая пешка · g2 белая пешка · h2 белая пешка · a1 белая ладья · b1 белый конь · c1 белый слон · d1 белый ферзь · e1 белый король · h1 белая ладья | a8 чёрная ладья · c8 чёрный слон · d8 чёрный ферзь · e8 чёрный король · f8 чёрный слон · g8 чёрный конь · h8 чёрная ладья · a7 чёрная пешка · b7 чёрная пешка · c7 чёрная пешка · d7 чёрная пешка · f7 чёрная пешка · g7 чёрная пешка · h7 чёрная пешка · e5 чёрная пешка · c4 белый слон · d4 чёрный конь · e4 белая пешка · f3 белый конь · a2 белая пешка · b2 белая пешка · c2 белая пешка · d2 белая пешка · f2 белая пешка · g2 белая пешка · h2 белая пешка · a1 белая ладья · b1 белый конь · c1 белый слон · d1 белый ферзь · e1 белый король · h1 белая ладья | a8 чёрная ладья · c8 чёрный слон · d8 чёрный ферзь · e8 чёрный король · f8 чёрный слон · g8 чёрный конь · h8 чёрная ладья · a7 чёрная пешка · b7 чёрная пешка · c7 чёрная пешка · d7 чёрная пешка · f7 чёрная пешка · g7 чёрная пешка · h7 чёрная пешка · e5 чёрная пешка · c4 белый слон · d4 чёрный конь · e4 белая пешка · f3 белый конь · a2 белая пешка · b2 белая пешка · c2 белая пешка · d2 белая пешка · f2 белая пешка · g2 белая пешка · h2 белая пешка · a1 белая ладья · b1 белый конь · c1 белый слон · d1 белый ферзь · e1 белый король · h1 белая ладья | 4 |
| 3 | a8 чёрная ладья · c8 чёрный слон · d8 чёрный ферзь · e8 чёрный король · f8 чёрный слон · g8 чёрный конь · h8 чёрная ладья · a7 чёрная пешка · b7 чёрная пешка · c7 чёрная пешка · d7 чёрная пешка · f7 чёрная пешка · g7 чёрная пешка · h7 чёрная пешка · e5 чёрная пешка · c4 белый слон · d4 чёрный конь · e4 белая пешка · f3 белый конь · a2 белая пешка · b2 белая пешка · c2 белая пешка · d2 белая пешка · f2 белая пешка · g2 белая пешка · h2 белая пешка · a1 белая ладья · b1 белый конь · c1 белый слон · d1 белый ферзь · e1 белый король · h1 белая ладья | a8 чёрная ладья · c8 чёрный слон · d8 чёрный ферзь · e8 чёрный король · f8 чёрный слон · g8 чёрный конь · h8 чёрная ладья · a7 чёрная пешка · b7 чёрная пешка · c7 чёрная пешка · d7 чёрная пешка · f7 чёрная пешка · g7 чёрная пешка · h7 чёрная пешка · e5 чёрная пешка · c4 белый слон · d4 чёрный конь · e4 белая пешка · f3 белый конь · a2 белая пешка · b2 белая пешка · c2 белая пешка · d2 белая пешка · f2 белая пешка · g2 белая пешка · h2 белая пешка · a1 белая ладья · b1 белый конь · c1 белый слон · d1 белый ферзь · e1 белый король · h1 белая ладья | a8 чёрная ладья · c8 чёрный слон · d8 чёрный ферзь · e8 чёрный король · f8 чёрный слон · g8 чёрный конь · h8 чёрная ладья · a7 чёрная пешка · b7 чёрная пешка · c7 чёрная пешка · d7 чёрная пешка · f7 чёрная пешка · g7 чёрная пешка · h7 чёрная пешка · e5 чёрная пешка · c4 белый слон · d4 чёрный конь · e4 белая пешка · f3 белый конь · a2 белая пешка · b2 белая пешка · c2 белая пешка · d2 белая пешка · f2 белая пешка · g2 белая пешка · h2 белая пешка · a1 белая ладья · b1 белый конь · c1 белый слон · d1 белый ферзь · e1 белый король · h1 белая ладья | a8 чёрная ладья · c8 чёрный слон · d8 чёрный ферзь · e8 чёрный король · f8 чёрный слон · g8 чёрный конь · h8 чёрная ладья · a7 чёрная пешка · b7 чёрная пешка · c7 чёрная пешка · d7 чёрная пешка · f7 чёрная пешка · g7 чёрная пешка · h7 чёрная пешка · e5 чёрная пешка · c4 белый слон · d4 чёрный конь · e4 белая пешка · f3 белый конь · a2 белая пешка · b2 белая пешка · c2 белая пешка · d2 белая пешка · f2 белая пешка · g2 белая пешка · h2 белая пешка · a1 белая ладья · b1 белый конь · c1 белый слон · d1 белый ферзь · e1 белый король · h1 белая ладья | a8 чёрная ладья · c8 чёрный слон · d8 чёрный ферзь · e8 чёрный король · f8 чёрный слон · g8 чёрный конь · h8 чёрная ладья · a7 чёрная пешка · b7 чёрная пешка · c7 чёрная пешка · d7 чёрная пешка · f7 чёрная пешка · g7 чёрная пешка · h7 чёрная пешка · e5 чёрная пешка · c4 белый слон · d4 чёрный конь · e4 белая пешка · f3 белый конь · a2 белая пешка · b2 белая пешка · c2 белая пешка · d2 белая пешка · f2 белая пешка · g2 белая пешка · h2 белая пешка · a1 белая ладья · b1 белый конь · c1 белый слон · d1 белый ферзь · e1 белый король · h1 белая ладья | a8 чёрная ладья · c8 чёрный слон · d8 чёрный ферзь · e8 чёрный король · f8 чёрный слон · g8 чёрный конь · h8 чёрная ладья · a7 чёрная пешка · b7 чёрная пешка · c7 чёрная пешка · d7 чёрная пешка · f7 чёрная пешка · g7 чёрная пешка · h7 чёрная пешка · e5 чёрная пешка · c4 белый слон · d4 чёрный конь · e4 белая пешка · f3 белый конь · a2 белая пешка · b2 белая пешка · c2 белая пешка · d2 белая пешка · f2 белая пешка · g2 белая пешка · h2 белая пешка · a1 белая ладья · b1 белый конь · c1 белый слон · d1 белый ферзь · e1 белый король · h1 белая ладья | a8 чёрная ладья · c8 чёрный слон · d8 чёрный ферзь · e8 чёрный король · f8 чёрный слон · g8 чёрный конь · h8 чёрная ладья · a7 чёрная пешка · b7 чёрная пешка · c7 чёрная пешка · d7 чёрная пешка · f7 чёрная пешка · g7 чёрная пешка · h7 чёрная пешка · e5 чёрная пешка · c4 белый слон · d4 чёрный конь · e4 белая пешка · f3 белый конь · a2 белая пешка · b2 белая пешка · c2 белая пешка · d2 белая пешка · f2 белая пешка · g2 белая пешка · h2 белая пешка · a1 белая ладья · b1 белый конь · c1 белый слон · d1 белый ферзь · e1 белый король · h1 белая ладья | a8 чёрная ладья · c8 чёрный слон · d8 чёрный ферзь · e8 чёрный король · f8 чёрный слон · g8 чёрный конь · h8 чёрная ладья · a7 чёрная пешка · b7 чёрная пешка · c7 чёрная пешка · d7 чёрная пешка · f7 чёрная пешка · g7 чёрная пешка · h7 чёрная пешка · e5 чёрная пешка · c4 белый слон · d4 чёрный конь · e4 белая пешка · f3 белый конь · a2 белая пешка · b2 белая пешка · c2 белая пешка · d2 белая пешка · f2 белая пешка · g2 белая пешка · h2 белая пешка · a1 белая ладья · b1 белый конь · c1 белый слон · d1 белый ферзь · e1 белый король · h1 белая ладья | 3 |
| 2 | a8 чёрная ладья · c8 чёрный слон · d8 чёрный ферзь · e8 чёрный король · f8 чёрный слон · g8 чёрный конь · h8 чёрная ладья · a7 чёрная пешка · b7 чёрная пешка · c7 чёрная пешка · d7 чёрная пешка · f7 чёрная пешка · g7 чёрная пешка · h7 чёрная пешка · e5 чёрная пешка · c4 белый слон · d4 чёрный конь · e4 белая пешка · f3 белый конь · a2 белая пешка · b2 белая пешка · c2 белая пешка · d2 белая пешка · f2 белая пешка · g2 белая пешка · h2 белая пешка · a1 белая ладья · b1 белый конь · c1 белый слон · d1 белый ферзь · e1 белый король · h1 белая ладья | a8 чёрная ладья · c8 чёрный слон · d8 чёрный ферзь · e8 чёрный король · f8 чёрный слон · g8 чёрный конь · h8 чёрная ладья · a7 чёрная пешка · b7 чёрная пешка · c7 чёрная пешка · d7 чёрная пешка · f7 чёрная пешка · g7 чёрная пешка · h7 чёрная пешка · e5 чёрная пешка · c4 белый слон · d4 чёрный конь · e4 белая пешка · f3 белый конь · a2 белая пешка · b2 белая пешка · c2 белая пешка · d2 белая пешка · f2 белая пешка · g2 белая пешка · h2 белая пешка · a1 белая ладья · b1 белый конь · c1 белый слон · d1 белый ферзь · e1 белый король · h1 белая ладья | a8 чёрная ладья · c8 чёрный слон · d8 чёрный ферзь · e8 чёрный король · f8 чёрный слон · g8 чёрный конь · h8 чёрная ладья · a7 чёрная пешка · b7 чёрная пешка · c7 чёрная пешка · d7 чёрная пешка · f7 чёрная пешка · g7 чёрная пешка · h7 чёрная пешка · e5 чёрная пешка · c4 белый слон · d4 чёрный конь · e4 белая пешка · f3 белый конь · a2 белая пешка · b2 белая пешка · c2 белая пешка · d2 белая пешка · f2 белая пешка · g2 белая пешка · h2 белая пешка · a1 белая ладья · b1 белый конь · c1 белый слон · d1 белый ферзь · e1 белый король · h1 белая ладья | a8 чёрная ладья · c8 чёрный слон · d8 чёрный ферзь · e8 чёрный король · f8 чёрный слон · g8 чёрный конь · h8 чёрная ладья · a7 чёрная пешка · b7 чёрная пешка · c7 чёрная пешка · d7 чёрная пешка · f7 чёрная пешка · g7 чёрная пешка · h7 чёрная пешка · e5 чёрная пешка · c4 белый слон · d4 чёрный конь · e4 белая пешка · f3 белый конь · a2 белая пешка · b2 белая пешка · c2 белая пешка · d2 белая пешка · f2 белая пешка · g2 белая пешка · h2 белая пешка · a1 белая ладья · b1 белый конь · c1 белый слон · d1 белый ферзь · e1 белый король · h1 белая ладья | a8 чёрная ладья · c8 чёрный слон · d8 чёрный ферзь · e8 чёрный король · f8 чёрный слон · g8 чёрный конь · h8 чёрная ладья · a7 чёрная пешка · b7 чёрная пешка · c7 чёрная пешка · d7 чёрная пешка · f7 чёрная пешка · g7 чёрная пешка · h7 чёрная пешка · e5 чёрная пешка · c4 белый слон · d4 чёрный конь · e4 белая пешка · f3 белый конь · a2 белая пешка · b2 белая пешка · c2 белая пешка · d2 белая пешка · f2 белая пешка · g2 белая пешка · h2 белая пешка · a1 белая ладья · b1 белый конь · c1 белый слон · d1 белый ферзь · e1 белый король · h1 белая ладья | a8 чёрная ладья · c8 чёрный слон · d8 чёрный ферзь · e8 чёрный король · f8 чёрный слон · g8 чёрный конь · h8 чёрная ладья · a7 чёрная пешка · b7 чёрная пешка · c7 чёрная пешка · d7 чёрная пешка · f7 чёрная пешка · g7 чёрная пешка · h7 чёрная пешка · e5 чёрная пешка · c4 белый слон · d4 чёрный конь · e4 белая пешка · f3 белый конь · a2 белая пешка · b2 белая пешка · c2 белая пешка · d2 белая пешка · f2 белая пешка · g2 белая пешка · h2 белая пешка · a1 белая ладья · b1 белый конь · c1 белый слон · d1 белый ферзь · e1 белый король · h1 белая ладья | a8 чёрная ладья · c8 чёрный слон · d8 чёрный ферзь · e8 чёрный король · f8 чёрный слон · g8 чёрный конь · h8 чёрная ладья · a7 чёрная пешка · b7 чёрная пешка · c7 чёрная пешка · d7 чёрная пешка · f7 чёрная пешка · g7 чёрная пешка · h7 чёрная пешка · e5 чёрная пешка · c4 белый слон · d4 чёрный конь · e4 белая пешка · f3 белый конь · a2 белая пешка · b2 белая пешка · c2 белая пешка · d2 белая пешка · f2 белая пешка · g2 белая пешка · h2 белая пешка · a1 белая ладья · b1 белый конь · c1 белый слон · d1 белый ферзь · e1 белый король · h1 белая ладья | a8 чёрная ладья · c8 чёрный слон · d8 чёрный ферзь · e8 чёрный король · f8 чёрный слон · g8 чёрный конь · h8 чёрная ладья · a7 чёрная пешка · b7 чёрная пешка · c7 чёрная пешка · d7 чёрная пешка · f7 чёрная пешка · g7 чёрная пешка · h7 чёрная пешка · e5 чёрная пешка · c4 белый слон · d4 чёрный конь · e4 белая пешка · f3 белый конь · a2 белая пешка · b2 белая пешка · c2 белая пешка · d2 белая пешка · f2 белая пешка · g2 белая пешка · h2 белая пешка · a1 белая ладья · b1 белый конь · c1 белый слон · d1 белый ферзь · e1 белый король · h1 белая ладья | 2 |
| 1 | a8 чёрная ладья · c8 чёрный слон · d8 чёрный ферзь · e8 чёрный король · f8 чёрный слон · g8 чёрный конь · h8 чёрная ладья · a7 чёрная пешка · b7 чёрная пешка · c7 чёрная пешка · d7 чёрная пешка · f7 чёрная пешка · g7 чёрная пешка · h7 чёрная пешка · e5 чёрная пешка · c4 белый слон · d4 чёрный конь · e4 белая пешка · f3 белый конь · a2 белая пешка · b2 белая пешка · c2 белая пешка · d2 белая пешка · f2 белая пешка · g2 белая пешка · h2 белая пешка · a1 белая ладья · b1 белый конь · c1 белый слон · d1 белый ферзь · e1 белый король · h1 белая ладья | a8 чёрная ладья · c8 чёрный слон · d8 чёрный ферзь · e8 чёрный король · f8 чёрный слон · g8 чёрный конь · h8 чёрная ладья · a7 чёрная пешка · b7 чёрная пешка · c7 чёрная пешка · d7 чёрная пешка · f7 чёрная пешка · g7 чёрная пешка · h7 чёрная пешка · e5 чёрная пешка · c4 белый слон · d4 чёрный конь · e4 белая пешка · f3 белый конь · a2 белая пешка · b2 белая пешка · c2 белая пешка · d2 белая пешка · f2 белая пешка · g2 белая пешка · h2 белая пешка · a1 белая ладья · b1 белый конь · c1 белый слон · d1 белый ферзь · e1 белый король · h1 белая ладья | a8 чёрная ладья · c8 чёрный слон · d8 чёрный ферзь · e8 чёрный король · f8 чёрный слон · g8 чёрный конь · h8 чёрная ладья · a7 чёрная пешка · b7 чёрная пешка · c7 чёрная пешка · d7 чёрная пешка · f7 чёрная пешка · g7 чёрная пешка · h7 чёрная пешка · e5 чёрная пешка · c4 белый слон · d4 чёрный конь · e4 белая пешка · f3 белый конь · a2 белая пешка · b2 белая пешка · c2 белая пешка · d2 белая пешка · f2 белая пешка · g2 белая пешка · h2 белая пешка · a1 белая ладья · b1 белый конь · c1 белый слон · d1 белый ферзь · e1 белый король · h1 белая ладья | a8 чёрная ладья · c8 чёрный слон · d8 чёрный ферзь · e8 чёрный король · f8 чёрный слон · g8 чёрный конь · h8 чёрная ладья · a7 чёрная пешка · b7 чёрная пешка · c7 чёрная пешка · d7 чёрная пешка · f7 чёрная пешка · g7 чёрная пешка · h7 чёрная пешка · e5 чёрная пешка · c4 белый слон · d4 чёрный конь · e4 белая пешка · f3 белый конь · a2 белая пешка · b2 белая пешка · c2 белая пешка · d2 белая пешка · f2 белая пешка · g2 белая пешка · h2 белая пешка · a1 белая ладья · b1 белый конь · c1 белый слон · d1 белый ферзь · e1 белый король · h1 белая ладья | a8 чёрная ладья · c8 чёрный слон · d8 чёрный ферзь · e8 чёрный король · f8 чёрный слон · g8 чёрный конь · h8 чёрная ладья · a7 чёрная пешка · b7 чёрная пешка · c7 чёрная пешка · d7 чёрная пешка · f7 чёрная пешка · g7 чёрная пешка · h7 чёрная пешка · e5 чёрная пешка · c4 белый слон · d4 чёрный конь · e4 белая пешка · f3 белый конь · a2 белая пешка · b2 белая пешка · c2 белая пешка · d2 белая пешка · f2 белая пешка · g2 белая пешка · h2 белая пешка · a1 белая ладья · b1 белый конь · c1 белый слон · d1 белый ферзь · e1 белый король · h1 белая ладья | a8 чёрная ладья · c8 чёрный слон · d8 чёрный ферзь · e8 чёрный король · f8 чёрный слон · g8 чёрный конь · h8 чёрная ладья · a7 чёрная пешка · b7 чёрная пешка · c7 чёрная пешка · d7 чёрная пешка · f7 чёрная пешка · g7 чёрная пешка · h7 чёрная пешка · e5 чёрная пешка · c4 белый слон · d4 чёрный конь · e4 белая пешка · f3 белый конь · a2 белая пешка · b2 белая пешка · c2 белая пешка · d2 белая пешка · f2 белая пешка · g2 белая пешка · h2 белая пешка · a1 белая ладья · b1 белый конь · c1 белый слон · d1 белый ферзь · e1 белый король · h1 белая ладья | a8 чёрная ладья · c8 чёрный слон · d8 чёрный ферзь · e8 чёрный король · f8 чёрный слон · g8 чёрный конь · h8 чёрная ладья · a7 чёрная пешка · b7 чёрная пешка · c7 чёрная пешка · d7 чёрная пешка · f7 чёрная пешка · g7 чёрная пешка · h7 чёрная пешка · e5 чёрная пешка · c4 белый слон · d4 чёрный конь · e4 белая пешка · f3 белый конь · a2 белая пешка · b2 белая пешка · c2 белая пешка · d2 белая пешка · f2 белая пешка · g2 белая пешка · h2 белая пешка · a1 белая ладья · b1 белый конь · c1 белый слон · d1 белый ферзь · e1 белый король · h1 белая ладья | a8 чёрная ладья · c8 чёрный слон · d8 чёрный ферзь · e8 чёрный король · f8 чёрный слон · g8 чёрный конь · h8 чёрная ладья · a7 чёрная пешка · b7 чёрная пешка · c7 чёрная пешка · d7 чёрная пешка · f7 чёрная пешка · g7 чёрная пешка · h7 чёрная пешка · e5 чёрная пешка · c4 белый слон · d4 чёрный конь · e4 белая пешка · f3 белый конь · a2 белая пешка · b2 белая пешка · c2 белая пешка · d2 белая пешка · f2 белая пешка · g2 белая пешка · h2 белая пешка · a1 белая ладья · b1 белый конь · c1 белый слон · d1 белый ферзь · e1 белый король · h1 белая ладья | 1 |
|   | a | b | c | d | e | f | g | h |   |

1. e4 e5 2. Кf3 Кc6 3. Сc4 Кd4?! (См. диаграмму 1. Эту ловушку играть не рекомендуется. В дебюте не следует без надобности ходить несколько раз подряд одной фигурой) 4. К:e5?! (после правильного ответа, например, 4.К:d4, белые сильно опережают соперника в развитии, и игра чёрных на ловушку ничем себя не оправдывает) 4. …Фg5 5. К:f7?? (лучшим за белых является продолжение 5. С:f7+ Крe7 6. 0-0 Ф:e5 7. С:g8 Л:g8. За фигуру кроме двух пешек белые после 8. c3 с последующим 9. d4 могли получить сильный пешечный центр и хорошую возможность для атаки благодаря неудачному расположению чёрного короля)

5. …Ф:g2 В зависимости от ответа белых возможны следующие варианты:
6. Лf1 Ф:e4+ 7. Сe2 Кf3#
или
6. К:h8 Ф:h1+ 7. Сf1 Ф:e4+ 8. Сe2 Сc5 9. Кc3 Кf3+ 10. Крf1 Фh4 11. Крg2 Ф:f2+ 12. Крh3 d6#

### Ловушка в ферзевом гамбите
1. d4 Кf6 2. c4 e6 3. Кc3 d5 4. Сg5 Кbd7  (хороший развивающий ход. Попутно ставится ловушка) 5. cd (обычно играют 5. Кf3 или 5. e3)  5…ed 6. К:d5? (сделав этот ход, белые окончательно попадаются в ловушку) 6… К:d5! 7. С:d8 Сb4+ и белые остаются без фигуры. В отличие от предыдущей, эту ловушку можно ставить с полным основанием, так как она, даже если белые в неё не попадаются, позицию чёрных не ухудшает

### Ловушка во французской защите
|   | a | b | c | d | e | f | g | h |   |
| - | --- | --- | --- | --- | --- | --- | --- | --- | - |
| 8 | a8 чёрная ладья · c8 чёрный слон · e8 чёрный король · f8 чёрный слон · g8 чёрный конь · h8 чёрная ладья · a7 чёрная пешка · b7 чёрная пешка · f7 чёрная пешка · g7 чёрная пешка · h7 чёрная пешка · b6 чёрный ферзь · c6 чёрный конь · e6 чёрная пешка · d5 чёрная пешка · e5 белая пешка · d4 белая пешка · d3 белый слон · f3 белый конь · a2 белая пешка · b2 белая пешка · f2 белая пешка · g2 белая пешка · h2 белая пешка · a1 белая ладья · b1 белый конь · c1 белый слон · d1 белый ферзь · e1 белый король · h1 белая ладья | a8 чёрная ладья · c8 чёрный слон · e8 чёрный король · f8 чёрный слон · g8 чёрный конь · h8 чёрная ладья · a7 чёрная пешка · b7 чёрная пешка · f7 чёрная пешка · g7 чёрная пешка · h7 чёрная пешка · b6 чёрный ферзь · c6 чёрный конь · e6 чёрная пешка · d5 чёрная пешка · e5 белая пешка · d4 белая пешка · d3 белый слон · f3 белый конь · a2 белая пешка · b2 белая пешка · f2 белая пешка · g2 белая пешка · h2 белая пешка · a1 белая ладья · b1 белый конь · c1 белый слон · d1 белый ферзь · e1 белый король · h1 белая ладья | a8 чёрная ладья · c8 чёрный слон · e8 чёрный король · f8 чёрный слон · g8 чёрный конь · h8 чёрная ладья · a7 чёрная пешка · b7 чёрная пешка · f7 чёрная пешка · g7 чёрная пешка · h7 чёрная пешка · b6 чёрный ферзь · c6 чёрный конь · e6 чёрная пешка · d5 чёрная пешка · e5 белая пешка · d4 белая пешка · d3 белый слон · f3 белый конь · a2 белая пешка · b2 белая пешка · f2 белая пешка · g2 белая пешка · h2 белая пешка · a1 белая ладья · b1 белый конь · c1 белый слон · d1 белый ферзь · e1 белый король · h1 белая ладья | a8 чёрная ладья · c8 чёрный слон · e8 чёрный король · f8 чёрный слон · g8 чёрный конь · h8 чёрная ладья · a7 чёрная пешка · b7 чёрная пешка · f7 чёрная пешка · g7 чёрная пешка · h7 чёрная пешка · b6 чёрный ферзь · c6 чёрный конь · e6 чёрная пешка · d5 чёрная пешка · e5 белая пешка · d4 белая пешка · d3 белый слон · f3 белый конь · a2 белая пешка · b2 белая пешка · f2 белая пешка · g2 белая пешка · h2 белая пешка · a1 белая ладья · b1 белый конь · c1 белый слон · d1 белый ферзь · e1 белый король · h1 белая ладья | a8 чёрная ладья · c8 чёрный слон · e8 чёрный король · f8 чёрный слон · g8 чёрный конь · h8 чёрная ладья · a7 чёрная пешка · b7 чёрная пешка · f7 чёрная пешка · g7 чёрная пешка · h7 чёрная пешка · b6 чёрный ферзь · c6 чёрный конь · e6 чёрная пешка · d5 чёрная пешка · e5 белая пешка · d4 белая пешка · d3 белый слон · f3 белый конь · a2 белая пешка · b2 белая пешка · f2 белая пешка · g2 белая пешка · h2 белая пешка · a1 белая ладья · b1 белый конь · c1 белый слон · d1 белый ферзь · e1 белый король · h1 белая ладья | a8 чёрная ладья · c8 чёрный слон · e8 чёрный король · f8 чёрный слон · g8 чёрный конь · h8 чёрная ладья · a7 чёрная пешка · b7 чёрная пешка · f7 чёрная пешка · g7 чёрная пешка · h7 чёрная пешка · b6 чёрный ферзь · c6 чёрный конь · e6 чёрная пешка · d5 чёрная пешка · e5 белая пешка · d4 белая пешка · d3 белый слон · f3 белый конь · a2 белая пешка · b2 белая пешка · f2 белая пешка · g2 белая пешка · h2 белая пешка · a1 белая ладья · b1 белый конь · c1 белый слон · d1 белый ферзь · e1 белый король · h1 белая ладья | a8 чёрная ладья · c8 чёрный слон · e8 чёрный король · f8 чёрный слон · g8 чёрный конь · h8 чёрная ладья · a7 чёрная пешка · b7 чёрная пешка · f7 чёрная пешка · g7 чёрная пешка · h7 чёрная пешка · b6 чёрный ферзь · c6 чёрный конь · e6 чёрная пешка · d5 чёрная пешка · e5 белая пешка · d4 белая пешка · d3 белый слон · f3 белый конь · a2 белая пешка · b2 белая пешка · f2 белая пешка · g2 белая пешка · h2 белая пешка · a1 белая ладья · b1 белый конь · c1 белый слон · d1 белый ферзь · e1 белый король · h1 белая ладья | a8 чёрная ладья · c8 чёрный слон · e8 чёрный король · f8 чёрный слон · g8 чёрный конь · h8 чёрная ладья · a7 чёрная пешка · b7 чёрная пешка · f7 чёрная пешка · g7 чёрная пешка · h7 чёрная пешка · b6 чёрный ферзь · c6 чёрный конь · e6 чёрная пешка · d5 чёрная пешка · e5 белая пешка · d4 белая пешка · d3 белый слон · f3 белый конь · a2 белая пешка · b2 белая пешка · f2 белая пешка · g2 белая пешка · h2 белая пешка · a1 белая ладья · b1 белый конь · c1 белый слон · d1 белый ферзь · e1 белый король · h1 белая ладья | 8 |
| 7 | a8 чёрная ладья · c8 чёрный слон · e8 чёрный король · f8 чёрный слон · g8 чёрный конь · h8 чёрная ладья · a7 чёрная пешка · b7 чёрная пешка · f7 чёрная пешка · g7 чёрная пешка · h7 чёрная пешка · b6 чёрный ферзь · c6 чёрный конь · e6 чёрная пешка · d5 чёрная пешка · e5 белая пешка · d4 белая пешка · d3 белый слон · f3 белый конь · a2 белая пешка · b2 белая пешка · f2 белая пешка · g2 белая пешка · h2 белая пешка · a1 белая ладья · b1 белый конь · c1 белый слон · d1 белый ферзь · e1 белый король · h1 белая ладья | a8 чёрная ладья · c8 чёрный слон · e8 чёрный король · f8 чёрный слон · g8 чёрный конь · h8 чёрная ладья · a7 чёрная пешка · b7 чёрная пешка · f7 чёрная пешка · g7 чёрная пешка · h7 чёрная пешка · b6 чёрный ферзь · c6 чёрный конь · e6 чёрная пешка · d5 чёрная пешка · e5 белая пешка · d4 белая пешка · d3 белый слон · f3 белый конь · a2 белая пешка · b2 белая пешка · f2 белая пешка · g2 белая пешка · h2 белая пешка · a1 белая ладья · b1 белый конь · c1 белый слон · d1 белый ферзь · e1 белый король · h1 белая ладья | a8 чёрная ладья · c8 чёрный слон · e8 чёрный король · f8 чёрный слон · g8 чёрный конь · h8 чёрная ладья · a7 чёрная пешка · b7 чёрная пешка · f7 чёрная пешка · g7 чёрная пешка · h7 чёрная пешка · b6 чёрный ферзь · c6 чёрный конь · e6 чёрная пешка · d5 чёрная пешка · e5 белая пешка · d4 белая пешка · d3 белый слон · f3 белый конь · a2 белая пешка · b2 белая пешка · f2 белая пешка · g2 белая пешка · h2 белая пешка · a1 белая ладья · b1 белый конь · c1 белый слон · d1 белый ферзь · e1 белый король · h1 белая ладья | a8 чёрная ладья · c8 чёрный слон · e8 чёрный король · f8 чёрный слон · g8 чёрный конь · h8 чёрная ладья · a7 чёрная пешка · b7 чёрная пешка · f7 чёрная пешка · g7 чёрная пешка · h7 чёрная пешка · b6 чёрный ферзь · c6 чёрный конь · e6 чёрная пешка · d5 чёрная пешка · e5 белая пешка · d4 белая пешка · d3 белый слон · f3 белый конь · a2 белая пешка · b2 белая пешка · f2 белая пешка · g2 белая пешка · h2 белая пешка · a1 белая ладья · b1 белый конь · c1 белый слон · d1 белый ферзь · e1 белый король · h1 белая ладья | a8 чёрная ладья · c8 чёрный слон · e8 чёрный король · f8 чёрный слон · g8 чёрный конь · h8 чёрная ладья · a7 чёрная пешка · b7 чёрная пешка · f7 чёрная пешка · g7 чёрная пешка · h7 чёрная пешка · b6 чёрный ферзь · c6 чёрный конь · e6 чёрная пешка · d5 чёрная пешка · e5 белая пешка · d4 белая пешка · d3 белый слон · f3 белый конь · a2 белая пешка · b2 белая пешка · f2 белая пешка · g2 белая пешка · h2 белая пешка · a1 белая ладья · b1 белый конь · c1 белый слон · d1 белый ферзь · e1 белый король · h1 белая ладья | a8 чёрная ладья · c8 чёрный слон · e8 чёрный король · f8 чёрный слон · g8 чёрный конь · h8 чёрная ладья · a7 чёрная пешка · b7 чёрная пешка · f7 чёрная пешка · g7 чёрная пешка · h7 чёрная пешка · b6 чёрный ферзь · c6 чёрный конь · e6 чёрная пешка · d5 чёрная пешка · e5 белая пешка · d4 белая пешка · d3 белый слон · f3 белый конь · a2 белая пешка · b2 белая пешка · f2 белая пешка · g2 белая пешка · h2 белая пешка · a1 белая ладья · b1 белый конь · c1 белый слон · d1 белый ферзь · e1 белый король · h1 белая ладья | a8 чёрная ладья · c8 чёрный слон · e8 чёрный король · f8 чёрный слон · g8 чёрный конь · h8 чёрная ладья · a7 чёрная пешка · b7 чёрная пешка · f7 чёрная пешка · g7 чёрная пешка · h7 чёрная пешка · b6 чёрный ферзь · c6 чёрный конь · e6 чёрная пешка · d5 чёрная пешка · e5 белая пешка · d4 белая пешка · d3 белый слон · f3 белый конь · a2 белая пешка · b2 белая пешка · f2 белая пешка · g2 белая пешка · h2 белая пешка · a1 белая ладья · b1 белый конь · c1 белый слон · d1 белый ферзь · e1 белый король · h1 белая ладья | a8 чёрная ладья · c8 чёрный слон · e8 чёрный король · f8 чёрный слон · g8 чёрный конь · h8 чёрная ладья · a7 чёрная пешка · b7 чёрная пешка · f7 чёрная пешка · g7 чёрная пешка · h7 чёрная пешка · b6 чёрный ферзь · c6 чёрный конь · e6 чёрная пешка · d5 чёрная пешка · e5 белая пешка · d4 белая пешка · d3 белый слон · f3 белый конь · a2 белая пешка · b2 белая пешка · f2 белая пешка · g2 белая пешка · h2 белая пешка · a1 белая ладья · b1 белый конь · c1 белый слон · d1 белый ферзь · e1 белый король · h1 белая ладья | 7 |
| 6 | a8 чёрная ладья · c8 чёрный слон · e8 чёрный король · f8 чёрный слон · g8 чёрный конь · h8 чёрная ладья · a7 чёрная пешка · b7 чёрная пешка · f7 чёрная пешка · g7 чёрная пешка · h7 чёрная пешка · b6 чёрный ферзь · c6 чёрный конь · e6 чёрная пешка · d5 чёрная пешка · e5 белая пешка · d4 белая пешка · d3 белый слон · f3 белый конь · a2 белая пешка · b2 белая пешка · f2 белая пешка · g2 белая пешка · h2 белая пешка · a1 белая ладья · b1 белый конь · c1 белый слон · d1 белый ферзь · e1 белый король · h1 белая ладья | a8 чёрная ладья · c8 чёрный слон · e8 чёрный король · f8 чёрный слон · g8 чёрный конь · h8 чёрная ладья · a7 чёрная пешка · b7 чёрная пешка · f7 чёрная пешка · g7 чёрная пешка · h7 чёрная пешка · b6 чёрный ферзь · c6 чёрный конь · e6 чёрная пешка · d5 чёрная пешка · e5 белая пешка · d4 белая пешка · d3 белый слон · f3 белый конь · a2 белая пешка · b2 белая пешка · f2 белая пешка · g2 белая пешка · h2 белая пешка · a1 белая ладья · b1 белый конь · c1 белый слон · d1 белый ферзь · e1 белый король · h1 белая ладья | a8 чёрная ладья · c8 чёрный слон · e8 чёрный король · f8 чёрный слон · g8 чёрный конь · h8 чёрная ладья · a7 чёрная пешка · b7 чёрная пешка · f7 чёрная пешка · g7 чёрная пешка · h7 чёрная пешка · b6 чёрный ферзь · c6 чёрный конь · e6 чёрная пешка · d5 чёрная пешка · e5 белая пешка · d4 белая пешка · d3 белый слон · f3 белый конь · a2 белая пешка · b2 белая пешка · f2 белая пешка · g2 белая пешка · h2 белая пешка · a1 белая ладья · b1 белый конь · c1 белый слон · d1 белый ферзь · e1 белый король · h1 белая ладья | a8 чёрная ладья · c8 чёрный слон · e8 чёрный король · f8 чёрный слон · g8 чёрный конь · h8 чёрная ладья · a7 чёрная пешка · b7 чёрная пешка · f7 чёрная пешка · g7 чёрная пешка · h7 чёрная пешка · b6 чёрный ферзь · c6 чёрный конь · e6 чёрная пешка · d5 чёрная пешка · e5 белая пешка · d4 белая пешка · d3 белый слон · f3 белый конь · a2 белая пешка · b2 белая пешка · f2 белая пешка · g2 белая пешка · h2 белая пешка · a1 белая ладья · b1 белый конь · c1 белый слон · d1 белый ферзь · e1 белый король · h1 белая ладья | a8 чёрная ладья · c8 чёрный слон · e8 чёрный король · f8 чёрный слон · g8 чёрный конь · h8 чёрная ладья · a7 чёрная пешка · b7 чёрная пешка · f7 чёрная пешка · g7 чёрная пешка · h7 чёрная пешка · b6 чёрный ферзь · c6 чёрный конь · e6 чёрная пешка · d5 чёрная пешка · e5 белая пешка · d4 белая пешка · d3 белый слон · f3 белый конь · a2 белая пешка · b2 белая пешка · f2 белая пешка · g2 белая пешка · h2 белая пешка · a1 белая ладья · b1 белый конь · c1 белый слон · d1 белый ферзь · e1 белый король · h1 белая ладья | a8 чёрная ладья · c8 чёрный слон · e8 чёрный король · f8 чёрный слон · g8 чёрный конь · h8 чёрная ладья · a7 чёрная пешка · b7 чёрная пешка · f7 чёрная пешка · g7 чёрная пешка · h7 чёрная пешка · b6 чёрный ферзь · c6 чёрный конь · e6 чёрная пешка · d5 чёрная пешка · e5 белая пешка · d4 белая пешка · d3 белый слон · f3 белый конь · a2 белая пешка · b2 белая пешка · f2 белая пешка · g2 белая пешка · h2 белая пешка · a1 белая ладья · b1 белый конь · c1 белый слон · d1 белый ферзь · e1 белый король · h1 белая ладья | a8 чёрная ладья · c8 чёрный слон · e8 чёрный король · f8 чёрный слон · g8 чёрный конь · h8 чёрная ладья · a7 чёрная пешка · b7 чёрная пешка · f7 чёрная пешка · g7 чёрная пешка · h7 чёрная пешка · b6 чёрный ферзь · c6 чёрный конь · e6 чёрная пешка · d5 чёрная пешка · e5 белая пешка · d4 белая пешка · d3 белый слон · f3 белый конь · a2 белая пешка · b2 белая пешка · f2 белая пешка · g2 белая пешка · h2 белая пешка · a1 белая ладья · b1 белый конь · c1 белый слон · d1 белый ферзь · e1 белый король · h1 белая ладья | a8 чёрная ладья · c8 чёрный слон · e8 чёрный король · f8 чёрный слон · g8 чёрный конь · h8 чёрная ладья · a7 чёрная пешка · b7 чёрная пешка · f7 чёрная пешка · g7 чёрная пешка · h7 чёрная пешка · b6 чёрный ферзь · c6 чёрный конь · e6 чёрная пешка · d5 чёрная пешка · e5 белая пешка · d4 белая пешка · d3 белый слон · f3 белый конь · a2 белая пешка · b2 белая пешка · f2 белая пешка · g2 белая пешка · h2 белая пешка · a1 белая ладья · b1 белый конь · c1 белый слон · d1 белый ферзь · e1 белый король · h1 белая ладья | 6 |
| 5 | a8 чёрная ладья · c8 чёрный слон · e8 чёрный король · f8 чёрный слон · g8 чёрный конь · h8 чёрная ладья · a7 чёрная пешка · b7 чёрная пешка · f7 чёрная пешка · g7 чёрная пешка · h7 чёрная пешка · b6 чёрный ферзь · c6 чёрный конь · e6 чёрная пешка · d5 чёрная пешка · e5 белая пешка · d4 белая пешка · d3 белый слон · f3 белый конь · a2 белая пешка · b2 белая пешка · f2 белая пешка · g2 белая пешка · h2 белая пешка · a1 белая ладья · b1 белый конь · c1 белый слон · d1 белый ферзь · e1 белый король · h1 белая ладья | a8 чёрная ладья · c8 чёрный слон · e8 чёрный король · f8 чёрный слон · g8 чёрный конь · h8 чёрная ладья · a7 чёрная пешка · b7 чёрная пешка · f7 чёрная пешка · g7 чёрная пешка · h7 чёрная пешка · b6 чёрный ферзь · c6 чёрный конь · e6 чёрная пешка · d5 чёрная пешка · e5 белая пешка · d4 белая пешка · d3 белый слон · f3 белый конь · a2 белая пешка · b2 белая пешка · f2 белая пешка · g2 белая пешка · h2 белая пешка · a1 белая ладья · b1 белый конь · c1 белый слон · d1 белый ферзь · e1 белый король · h1 белая ладья | a8 чёрная ладья · c8 чёрный слон · e8 чёрный король · f8 чёрный слон · g8 чёрный конь · h8 чёрная ладья · a7 чёрная пешка · b7 чёрная пешка · f7 чёрная пешка · g7 чёрная пешка · h7 чёрная пешка · b6 чёрный ферзь · c6 чёрный конь · e6 чёрная пешка · d5 чёрная пешка · e5 белая пешка · d4 белая пешка · d3 белый слон · f3 белый конь · a2 белая пешка · b2 белая пешка · f2 белая пешка · g2 белая пешка · h2 белая пешка · a1 белая ладья · b1 белый конь · c1 белый слон · d1 белый ферзь · e1 белый король · h1 белая ладья | a8 чёрная ладья · c8 чёрный слон · e8 чёрный король · f8 чёрный слон · g8 чёрный конь · h8 чёрная ладья · a7 чёрная пешка · b7 чёрная пешка · f7 чёрная пешка · g7 чёрная пешка · h7 чёрная пешка · b6 чёрный ферзь · c6 чёрный конь · e6 чёрная пешка · d5 чёрная пешка · e5 белая пешка · d4 белая пешка · d3 белый слон · f3 белый конь · a2 белая пешка · b2 белая пешка · f2 белая пешка · g2 белая пешка · h2 белая пешка · a1 белая ладья · b1 белый конь · c1 белый слон · d1 белый ферзь · e1 белый король · h1 белая ладья | a8 чёрная ладья · c8 чёрный слон · e8 чёрный король · f8 чёрный слон · g8 чёрный конь · h8 чёрная ладья · a7 чёрная пешка · b7 чёрная пешка · f7 чёрная пешка · g7 чёрная пешка · h7 чёрная пешка · b6 чёрный ферзь · c6 чёрный конь · e6 чёрная пешка · d5 чёрная пешка · e5 белая пешка · d4 белая пешка · d3 белый слон · f3 белый конь · a2 белая пешка · b2 белая пешка · f2 белая пешка · g2 белая пешка · h2 белая пешка · a1 белая ладья · b1 белый конь · c1 белый слон · d1 белый ферзь · e1 белый король · h1 белая ладья | a8 чёрная ладья · c8 чёрный слон · e8 чёрный король · f8 чёрный слон · g8 чёрный конь · h8 чёрная ладья · a7 чёрная пешка · b7 чёрная пешка · f7 чёрная пешка · g7 чёрная пешка · h7 чёрная пешка · b6 чёрный ферзь · c6 чёрный конь · e6 чёрная пешка · d5 чёрная пешка · e5 белая пешка · d4 белая пешка · d3 белый слон · f3 белый конь · a2 белая пешка · b2 белая пешка · f2 белая пешка · g2 белая пешка · h2 белая пешка · a1 белая ладья · b1 белый конь · c1 белый слон · d1 белый ферзь · e1 белый король · h1 белая ладья | a8 чёрная ладья · c8 чёрный слон · e8 чёрный король · f8 чёрный слон · g8 чёрный конь · h8 чёрная ладья · a7 чёрная пешка · b7 чёрная пешка · f7 чёрная пешка · g7 чёрная пешка · h7 чёрная пешка · b6 чёрный ферзь · c6 чёрный конь · e6 чёрная пешка · d5 чёрная пешка · e5 белая пешка · d4 белая пешка · d3 белый слон · f3 белый конь · a2 белая пешка · b2 белая пешка · f2 белая пешка · g2 белая пешка · h2 белая пешка · a1 белая ладья · b1 белый конь · c1 белый слон · d1 белый ферзь · e1 белый король · h1 белая ладья | a8 чёрная ладья · c8 чёрный слон · e8 чёрный король · f8 чёрный слон · g8 чёрный конь · h8 чёрная ладья · a7 чёрная пешка · b7 чёрная пешка · f7 чёрная пешка · g7 чёрная пешка · h7 чёрная пешка · b6 чёрный ферзь · c6 чёрный конь · e6 чёрная пешка · d5 чёрная пешка · e5 белая пешка · d4 белая пешка · d3 белый слон · f3 белый конь · a2 белая пешка · b2 белая пешка · f2 белая пешка · g2 белая пешка · h2 белая пешка · a1 белая ладья · b1 белый конь · c1 белый слон · d1 белый ферзь · e1 белый король · h1 белая ладья | 5 |
| 4 | a8 чёрная ладья · c8 чёрный слон · e8 чёрный король · f8 чёрный слон · g8 чёрный конь · h8 чёрная ладья · a7 чёрная пешка · b7 чёрная пешка · f7 чёрная пешка · g7 чёрная пешка · h7 чёрная пешка · b6 чёрный ферзь · c6 чёрный конь · e6 чёрная пешка · d5 чёрная пешка · e5 белая пешка · d4 белая пешка · d3 белый слон · f3 белый конь · a2 белая пешка · b2 белая пешка · f2 белая пешка · g2 белая пешка · h2 белая пешка · a1 белая ладья · b1 белый конь · c1 белый слон · d1 белый ферзь · e1 белый король · h1 белая ладья | a8 чёрная ладья · c8 чёрный слон · e8 чёрный король · f8 чёрный слон · g8 чёрный конь · h8 чёрная ладья · a7 чёрная пешка · b7 чёрная пешка · f7 чёрная пешка · g7 чёрная пешка · h7 чёрная пешка · b6 чёрный ферзь · c6 чёрный конь · e6 чёрная пешка · d5 чёрная пешка · e5 белая пешка · d4 белая пешка · d3 белый слон · f3 белый конь · a2 белая пешка · b2 белая пешка · f2 белая пешка · g2 белая пешка · h2 белая пешка · a1 белая ладья · b1 белый конь · c1 белый слон · d1 белый ферзь · e1 белый король · h1 белая ладья | a8 чёрная ладья · c8 чёрный слон · e8 чёрный король · f8 чёрный слон · g8 чёрный конь · h8 чёрная ладья · a7 чёрная пешка · b7 чёрная пешка · f7 чёрная пешка · g7 чёрная пешка · h7 чёрная пешка · b6 чёрный ферзь · c6 чёрный конь · e6 чёрная пешка · d5 чёрная пешка · e5 белая пешка · d4 белая пешка · d3 белый слон · f3 белый конь · a2 белая пешка · b2 белая пешка · f2 белая пешка · g2 белая пешка · h2 белая пешка · a1 белая ладья · b1 белый конь · c1 белый слон · d1 белый ферзь · e1 белый король · h1 белая ладья | a8 чёрная ладья · c8 чёрный слон · e8 чёрный король · f8 чёрный слон · g8 чёрный конь · h8 чёрная ладья · a7 чёрная пешка · b7 чёрная пешка · f7 чёрная пешка · g7 чёрная пешка · h7 чёрная пешка · b6 чёрный ферзь · c6 чёрный конь · e6 чёрная пешка · d5 чёрная пешка · e5 белая пешка · d4 белая пешка · d3 белый слон · f3 белый конь · a2 белая пешка · b2 белая пешка · f2 белая пешка · g2 белая пешка · h2 белая пешка · a1 белая ладья · b1 белый конь · c1 белый слон · d1 белый ферзь · e1 белый король · h1 белая ладья | a8 чёрная ладья · c8 чёрный слон · e8 чёрный король · f8 чёрный слон · g8 чёрный конь · h8 чёрная ладья · a7 чёрная пешка · b7 чёрная пешка · f7 чёрная пешка · g7 чёрная пешка · h7 чёрная пешка · b6 чёрный ферзь · c6 чёрный конь · e6 чёрная пешка · d5 чёрная пешка · e5 белая пешка · d4 белая пешка · d3 белый слон · f3 белый конь · a2 белая пешка · b2 белая пешка · f2 белая пешка · g2 белая пешка · h2 белая пешка · a1 белая ладья · b1 белый конь · c1 белый слон · d1 белый ферзь · e1 белый король · h1 белая ладья | a8 чёрная ладья · c8 чёрный слон · e8 чёрный король · f8 чёрный слон · g8 чёрный конь · h8 чёрная ладья · a7 чёрная пешка · b7 чёрная пешка · f7 чёрная пешка · g7 чёрная пешка · h7 чёрная пешка · b6 чёрный ферзь · c6 чёрный конь · e6 чёрная пешка · d5 чёрная пешка · e5 белая пешка · d4 белая пешка · d3 белый слон · f3 белый конь · a2 белая пешка · b2 белая пешка · f2 белая пешка · g2 белая пешка · h2 белая пешка · a1 белая ладья · b1 белый конь · c1 белый слон · d1 белый ферзь · e1 белый король · h1 белая ладья | a8 чёрная ладья · c8 чёрный слон · e8 чёрный король · f8 чёрный слон · g8 чёрный конь · h8 чёрная ладья · a7 чёрная пешка · b7 чёрная пешка · f7 чёрная пешка · g7 чёрная пешка · h7 чёрная пешка · b6 чёрный ферзь · c6 чёрный конь · e6 чёрная пешка · d5 чёрная пешка · e5 белая пешка · d4 белая пешка · d3 белый слон · f3 белый конь · a2 белая пешка · b2 белая пешка · f2 белая пешка · g2 белая пешка · h2 белая пешка · a1 белая ладья · b1 белый конь · c1 белый слон · d1 белый ферзь · e1 белый король · h1 белая ладья | a8 чёрная ладья · c8 чёрный слон · e8 чёрный король · f8 чёрный слон · g8 чёрный конь · h8 чёрная ладья · a7 чёрная пешка · b7 чёрная пешка · f7 чёрная пешка · g7 чёрная пешка · h7 чёрная пешка · b6 чёрный ферзь · c6 чёрный конь · e6 чёрная пешка · d5 чёрная пешка · e5 белая пешка · d4 белая пешка · d3 белый слон · f3 белый конь · a2 белая пешка · b2 белая пешка · f2 белая пешка · g2 белая пешка · h2 белая пешка · a1 белая ладья · b1 белый конь · c1 белый слон · d1 белый ферзь · e1 белый король · h1 белая ладья | 4 |
| 3 | a8 чёрная ладья · c8 чёрный слон · e8 чёрный король · f8 чёрный слон · g8 чёрный конь · h8 чёрная ладья · a7 чёрная пешка · b7 чёрная пешка · f7 чёрная пешка · g7 чёрная пешка · h7 чёрная пешка · b6 чёрный ферзь · c6 чёрный конь · e6 чёрная пешка · d5 чёрная пешка · e5 белая пешка · d4 белая пешка · d3 белый слон · f3 белый конь · a2 белая пешка · b2 белая пешка · f2 белая пешка · g2 белая пешка · h2 белая пешка · a1 белая ладья · b1 белый конь · c1 белый слон · d1 белый ферзь · e1 белый король · h1 белая ладья | a8 чёрная ладья · c8 чёрный слон · e8 чёрный король · f8 чёрный слон · g8 чёрный конь · h8 чёрная ладья · a7 чёрная пешка · b7 чёрная пешка · f7 чёрная пешка · g7 чёрная пешка · h7 чёрная пешка · b6 чёрный ферзь · c6 чёрный конь · e6 чёрная пешка · d5 чёрная пешка · e5 белая пешка · d4 белая пешка · d3 белый слон · f3 белый конь · a2 белая пешка · b2 белая пешка · f2 белая пешка · g2 белая пешка · h2 белая пешка · a1 белая ладья · b1 белый конь · c1 белый слон · d1 белый ферзь · e1 белый король · h1 белая ладья | a8 чёрная ладья · c8 чёрный слон · e8 чёрный король · f8 чёрный слон · g8 чёрный конь · h8 чёрная ладья · a7 чёрная пешка · b7 чёрная пешка · f7 чёрная пешка · g7 чёрная пешка · h7 чёрная пешка · b6 чёрный ферзь · c6 чёрный конь · e6 чёрная пешка · d5 чёрная пешка · e5 белая пешка · d4 белая пешка · d3 белый слон · f3 белый конь · a2 белая пешка · b2 белая пешка · f2 белая пешка · g2 белая пешка · h2 белая пешка · a1 белая ладья · b1 белый конь · c1 белый слон · d1 белый ферзь · e1 белый король · h1 белая ладья | a8 чёрная ладья · c8 чёрный слон · e8 чёрный король · f8 чёрный слон · g8 чёрный конь · h8 чёрная ладья · a7 чёрная пешка · b7 чёрная пешка · f7 чёрная пешка · g7 чёрная пешка · h7 чёрная пешка · b6 чёрный ферзь · c6 чёрный конь · e6 чёрная пешка · d5 чёрная пешка · e5 белая пешка · d4 белая пешка · d3 белый слон · f3 белый конь · a2 белая пешка · b2 белая пешка · f2 белая пешка · g2 белая пешка · h2 белая пешка · a1 белая ладья · b1 белый конь · c1 белый слон · d1 белый ферзь · e1 белый король · h1 белая ладья | a8 чёрная ладья · c8 чёрный слон · e8 чёрный король · f8 чёрный слон · g8 чёрный конь · h8 чёрная ладья · a7 чёрная пешка · b7 чёрная пешка · f7 чёрная пешка · g7 чёрная пешка · h7 чёрная пешка · b6 чёрный ферзь · c6 чёрный конь · e6 чёрная пешка · d5 чёрная пешка · e5 белая пешка · d4 белая пешка · d3 белый слон · f3 белый конь · a2 белая пешка · b2 белая пешка · f2 белая пешка · g2 белая пешка · h2 белая пешка · a1 белая ладья · b1 белый конь · c1 белый слон · d1 белый ферзь · e1 белый король · h1 белая ладья | a8 чёрная ладья · c8 чёрный слон · e8 чёрный король · f8 чёрный слон · g8 чёрный конь · h8 чёрная ладья · a7 чёрная пешка · b7 чёрная пешка · f7 чёрная пешка · g7 чёрная пешка · h7 чёрная пешка · b6 чёрный ферзь · c6 чёрный конь · e6 чёрная пешка · d5 чёрная пешка · e5 белая пешка · d4 белая пешка · d3 белый слон · f3 белый конь · a2 белая пешка · b2 белая пешка · f2 белая пешка · g2 белая пешка · h2 белая пешка · a1 белая ладья · b1 белый конь · c1 белый слон · d1 белый ферзь · e1 белый король · h1 белая ладья | a8 чёрная ладья · c8 чёрный слон · e8 чёрный король · f8 чёрный слон · g8 чёрный конь · h8 чёрная ладья · a7 чёрная пешка · b7 чёрная пешка · f7 чёрная пешка · g7 чёрная пешка · h7 чёрная пешка · b6 чёрный ферзь · c6 чёрный конь · e6 чёрная пешка · d5 чёрная пешка · e5 белая пешка · d4 белая пешка · d3 белый слон · f3 белый конь · a2 белая пешка · b2 белая пешка · f2 белая пешка · g2 белая пешка · h2 белая пешка · a1 белая ладья · b1 белый конь · c1 белый слон · d1 белый ферзь · e1 белый король · h1 белая ладья | a8 чёрная ладья · c8 чёрный слон · e8 чёрный король · f8 чёрный слон · g8 чёрный конь · h8 чёрная ладья · a7 чёрная пешка · b7 чёрная пешка · f7 чёрная пешка · g7 чёрная пешка · h7 чёрная пешка · b6 чёрный ферзь · c6 чёрный конь · e6 чёрная пешка · d5 чёрная пешка · e5 белая пешка · d4 белая пешка · d3 белый слон · f3 белый конь · a2 белая пешка · b2 белая пешка · f2 белая пешка · g2 белая пешка · h2 белая пешка · a1 белая ладья · b1 белый конь · c1 белый слон · d1 белый ферзь · e1 белый король · h1 белая ладья | 3 |
| 2 | a8 чёрная ладья · c8 чёрный слон · e8 чёрный король · f8 чёрный слон · g8 чёрный конь · h8 чёрная ладья · a7 чёрная пешка · b7 чёрная пешка · f7 чёрная пешка · g7 чёрная пешка · h7 чёрная пешка · b6 чёрный ферзь · c6 чёрный конь · e6 чёрная пешка · d5 чёрная пешка · e5 белая пешка · d4 белая пешка · d3 белый слон · f3 белый конь · a2 белая пешка · b2 белая пешка · f2 белая пешка · g2 белая пешка · h2 белая пешка · a1 белая ладья · b1 белый конь · c1 белый слон · d1 белый ферзь · e1 белый король · h1 белая ладья | a8 чёрная ладья · c8 чёрный слон · e8 чёрный король · f8 чёрный слон · g8 чёрный конь · h8 чёрная ладья · a7 чёрная пешка · b7 чёрная пешка · f7 чёрная пешка · g7 чёрная пешка · h7 чёрная пешка · b6 чёрный ферзь · c6 чёрный конь · e6 чёрная пешка · d5 чёрная пешка · e5 белая пешка · d4 белая пешка · d3 белый слон · f3 белый конь · a2 белая пешка · b2 белая пешка · f2 белая пешка · g2 белая пешка · h2 белая пешка · a1 белая ладья · b1 белый конь · c1 белый слон · d1 белый ферзь · e1 белый король · h1 белая ладья | a8 чёрная ладья · c8 чёрный слон · e8 чёрный король · f8 чёрный слон · g8 чёрный конь · h8 чёрная ладья · a7 чёрная пешка · b7 чёрная пешка · f7 чёрная пешка · g7 чёрная пешка · h7 чёрная пешка · b6 чёрный ферзь · c6 чёрный конь · e6 чёрная пешка · d5 чёрная пешка · e5 белая пешка · d4 белая пешка · d3 белый слон · f3 белый конь · a2 белая пешка · b2 белая пешка · f2 белая пешка · g2 белая пешка · h2 белая пешка · a1 белая ладья · b1 белый конь · c1 белый слон · d1 белый ферзь · e1 белый король · h1 белая ладья | a8 чёрная ладья · c8 чёрный слон · e8 чёрный король · f8 чёрный слон · g8 чёрный конь · h8 чёрная ладья · a7 чёрная пешка · b7 чёрная пешка · f7 чёрная пешка · g7 чёрная пешка · h7 чёрная пешка · b6 чёрный ферзь · c6 чёрный конь · e6 чёрная пешка · d5 чёрная пешка · e5 белая пешка · d4 белая пешка · d3 белый слон · f3 белый конь · a2 белая пешка · b2 белая пешка · f2 белая пешка · g2 белая пешка · h2 белая пешка · a1 белая ладья · b1 белый конь · c1 белый слон · d1 белый ферзь · e1 белый король · h1 белая ладья | a8 чёрная ладья · c8 чёрный слон · e8 чёрный король · f8 чёрный слон · g8 чёрный конь · h8 чёрная ладья · a7 чёрная пешка · b7 чёрная пешка · f7 чёрная пешка · g7 чёрная пешка · h7 чёрная пешка · b6 чёрный ферзь · c6 чёрный конь · e6 чёрная пешка · d5 чёрная пешка · e5 белая пешка · d4 белая пешка · d3 белый слон · f3 белый конь · a2 белая пешка · b2 белая пешка · f2 белая пешка · g2 белая пешка · h2 белая пешка · a1 белая ладья · b1 белый конь · c1 белый слон · d1 белый ферзь · e1 белый король · h1 белая ладья | a8 чёрная ладья · c8 чёрный слон · e8 чёрный король · f8 чёрный слон · g8 чёрный конь · h8 чёрная ладья · a7 чёрная пешка · b7 чёрная пешка · f7 чёрная пешка · g7 чёрная пешка · h7 чёрная пешка · b6 чёрный ферзь · c6 чёрный конь · e6 чёрная пешка · d5 чёрная пешка · e5 белая пешка · d4 белая пешка · d3 белый слон · f3 белый конь · a2 белая пешка · b2 белая пешка · f2 белая пешка · g2 белая пешка · h2 белая пешка · a1 белая ладья · b1 белый конь · c1 белый слон · d1 белый ферзь · e1 белый король · h1 белая ладья | a8 чёрная ладья · c8 чёрный слон · e8 чёрный король · f8 чёрный слон · g8 чёрный конь · h8 чёрная ладья · a7 чёрная пешка · b7 чёрная пешка · f7 чёрная пешка · g7 чёрная пешка · h7 чёрная пешка · b6 чёрный ферзь · c6 чёрный конь · e6 чёрная пешка · d5 чёрная пешка · e5 белая пешка · d4 белая пешка · d3 белый слон · f3 белый конь · a2 белая пешка · b2 белая пешка · f2 белая пешка · g2 белая пешка · h2 белая пешка · a1 белая ладья · b1 белый конь · c1 белый слон · d1 белый ферзь · e1 белый король · h1 белая ладья | a8 чёрная ладья · c8 чёрный слон · e8 чёрный король · f8 чёрный слон · g8 чёрный конь · h8 чёрная ладья · a7 чёрная пешка · b7 чёрная пешка · f7 чёрная пешка · g7 чёрная пешка · h7 чёрная пешка · b6 чёрный ферзь · c6 чёрный конь · e6 чёрная пешка · d5 чёрная пешка · e5 белая пешка · d4 белая пешка · d3 белый слон · f3 белый конь · a2 белая пешка · b2 белая пешка · f2 белая пешка · g2 белая пешка · h2 белая пешка · a1 белая ладья · b1 белый конь · c1 белый слон · d1 белый ферзь · e1 белый король · h1 белая ладья | 2 |
| 1 | a8 чёрная ладья · c8 чёрный слон · e8 чёрный король · f8 чёрный слон · g8 чёрный конь · h8 чёрная ладья · a7 чёрная пешка · b7 чёрная пешка · f7 чёрная пешка · g7 чёрная пешка · h7 чёрная пешка · b6 чёрный ферзь · c6 чёрный конь · e6 чёрная пешка · d5 чёрная пешка · e5 белая пешка · d4 белая пешка · d3 белый слон · f3 белый конь · a2 белая пешка · b2 белая пешка · f2 белая пешка · g2 белая пешка · h2 белая пешка · a1 белая ладья · b1 белый конь · c1 белый слон · d1 белый ферзь · e1 белый король · h1 белая ладья | a8 чёрная ладья · c8 чёрный слон · e8 чёрный король · f8 чёрный слон · g8 чёрный конь · h8 чёрная ладья · a7 чёрная пешка · b7 чёрная пешка · f7 чёрная пешка · g7 чёрная пешка · h7 чёрная пешка · b6 чёрный ферзь · c6 чёрный конь · e6 чёрная пешка · d5 чёрная пешка · e5 белая пешка · d4 белая пешка · d3 белый слон · f3 белый конь · a2 белая пешка · b2 белая пешка · f2 белая пешка · g2 белая пешка · h2 белая пешка · a1 белая ладья · b1 белый конь · c1 белый слон · d1 белый ферзь · e1 белый король · h1 белая ладья | a8 чёрная ладья · c8 чёрный слон · e8 чёрный король · f8 чёрный слон · g8 чёрный конь · h8 чёрная ладья · a7 чёрная пешка · b7 чёрная пешка · f7 чёрная пешка · g7 чёрная пешка · h7 чёрная пешка · b6 чёрный ферзь · c6 чёрный конь · e6 чёрная пешка · d5 чёрная пешка · e5 белая пешка · d4 белая пешка · d3 белый слон · f3 белый конь · a2 белая пешка · b2 белая пешка · f2 белая пешка · g2 белая пешка · h2 белая пешка · a1 белая ладья · b1 белый конь · c1 белый слон · d1 белый ферзь · e1 белый король · h1 белая ладья | a8 чёрная ладья · c8 чёрный слон · e8 чёрный король · f8 чёрный слон · g8 чёрный конь · h8 чёрная ладья · a7 чёрная пешка · b7 чёрная пешка · f7 чёрная пешка · g7 чёрная пешка · h7 чёрная пешка · b6 чёрный ферзь · c6 чёрный конь · e6 чёрная пешка · d5 чёрная пешка · e5 белая пешка · d4 белая пешка · d3 белый слон · f3 белый конь · a2 белая пешка · b2 белая пешка · f2 белая пешка · g2 белая пешка · h2 белая пешка · a1 белая ладья · b1 белый конь · c1 белый слон · d1 белый ферзь · e1 белый король · h1 белая ладья | a8 чёрная ладья · c8 чёрный слон · e8 чёрный король · f8 чёрный слон · g8 чёрный конь · h8 чёрная ладья · a7 чёрная пешка · b7 чёрная пешка · f7 чёрная пешка · g7 чёрная пешка · h7 чёрная пешка · b6 чёрный ферзь · c6 чёрный конь · e6 чёрная пешка · d5 чёрная пешка · e5 белая пешка · d4 белая пешка · d3 белый слон · f3 белый конь · a2 белая пешка · b2 белая пешка · f2 белая пешка · g2 белая пешка · h2 белая пешка · a1 белая ладья · b1 белый конь · c1 белый слон · d1 белый ферзь · e1 белый король · h1 белая ладья | a8 чёрная ладья · c8 чёрный слон · e8 чёрный король · f8 чёрный слон · g8 чёрный конь · h8 чёрная ладья · a7 чёрная пешка · b7 чёрная пешка · f7 чёрная пешка · g7 чёрная пешка · h7 чёрная пешка · b6 чёрный ферзь · c6 чёрный конь · e6 чёрная пешка · d5 чёрная пешка · e5 белая пешка · d4 белая пешка · d3 белый слон · f3 белый конь · a2 белая пешка · b2 белая пешка · f2 белая пешка · g2 белая пешка · h2 белая пешка · a1 белая ладья · b1 белый конь · c1 белый слон · d1 белый ферзь · e1 белый король · h1 белая ладья | a8 чёрная ладья · c8 чёрный слон · e8 чёрный король · f8 чёрный слон · g8 чёрный конь · h8 чёрная ладья · a7 чёрная пешка · b7 чёрная пешка · f7 чёрная пешка · g7 чёрная пешка · h7 чёрная пешка · b6 чёрный ферзь · c6 чёрный конь · e6 чёрная пешка · d5 чёрная пешка · e5 белая пешка · d4 белая пешка · d3 белый слон · f3 белый конь · a2 белая пешка · b2 белая пешка · f2 белая пешка · g2 белая пешка · h2 белая пешка · a1 белая ладья · b1 белый конь · c1 белый слон · d1 белый ферзь · e1 белый король · h1 белая ладья | a8 чёрная ладья · c8 чёрный слон · e8 чёрный король · f8 чёрный слон · g8 чёрный конь · h8 чёрная ладья · a7 чёрная пешка · b7 чёрная пешка · f7 чёрная пешка · g7 чёрная пешка · h7 чёрная пешка · b6 чёрный ферзь · c6 чёрный конь · e6 чёрная пешка · d5 чёрная пешка · e5 белая пешка · d4 белая пешка · d3 белый слон · f3 белый конь · a2 белая пешка · b2 белая пешка · f2 белая пешка · g2 белая пешка · h2 белая пешка · a1 белая ладья · b1 белый конь · c1 белый слон · d1 белый ферзь · e1 белый король · h1 белая ладья | 1 |
|   | a | b | c | d | e | f | g | h |   |

Дебютные ловушки встречаются почти в каждом дебюте. По этой причине популярно писать шахматные книги про ловушки в зависимости от дебюта. Например, книга Якова Нейштадта «250 ловушек и комбинаций» поделена на открытые, полуоткрытые и закрытые дебюты.
Для примера возьмем систему Нимцовича во французской защите.
1. е4 е6 2. d4 d5 3. e5 c5 4. c3 Kc6 5. Kf3 Фb6 6. Cd3 cd 7. cd
На первый взгляд чёрные выигрывают пешку, так как белопольный слон белых перекрыл пешку d4 от защищавшего её белого ферзя (см. диаграмму 2).
7… K:d4? 8. K:d4 Ф:d4
Но неожиданно белые применяют открытое нападение с шахом.
9. Cb5+!
С последующим выигрышем ферзя.
10. Ф:d4

### Другой пример
|   | a | b | c | d | e | f | g | h |   |
| - | --- | --- | --- | --- | --- | --- | --- | --- | - |
| 8 | b8 чёрная ладья · c8 чёрный слон · d8 чёрный ферзь · e8 чёрный король · f8 чёрный слон · h8 чёрная ладья · c7 чёрная пешка · e7 чёрный конь · g7 чёрная пешка · a6 чёрная пешка · c6 чёрная пешка · d6 чёрная пешка · f6 чёрная пешка · e5 чёрная пешка · h5 чёрная пешка · d4 белая пешка · e4 белая пешка · h4 белая пешка · c3 белый конь · d3 белый ферзь · f3 белый конь · a2 белая пешка · b2 белая пешка · c2 белая пешка · f2 белая пешка · g2 белая пешка · a1 белая ладья · c1 белый слон · e1 белый король · h1 белая ладья | b8 чёрная ладья · c8 чёрный слон · d8 чёрный ферзь · e8 чёрный король · f8 чёрный слон · h8 чёрная ладья · c7 чёрная пешка · e7 чёрный конь · g7 чёрная пешка · a6 чёрная пешка · c6 чёрная пешка · d6 чёрная пешка · f6 чёрная пешка · e5 чёрная пешка · h5 чёрная пешка · d4 белая пешка · e4 белая пешка · h4 белая пешка · c3 белый конь · d3 белый ферзь · f3 белый конь · a2 белая пешка · b2 белая пешка · c2 белая пешка · f2 белая пешка · g2 белая пешка · a1 белая ладья · c1 белый слон · e1 белый король · h1 белая ладья | b8 чёрная ладья · c8 чёрный слон · d8 чёрный ферзь · e8 чёрный король · f8 чёрный слон · h8 чёрная ладья · c7 чёрная пешка · e7 чёрный конь · g7 чёрная пешка · a6 чёрная пешка · c6 чёрная пешка · d6 чёрная пешка · f6 чёрная пешка · e5 чёрная пешка · h5 чёрная пешка · d4 белая пешка · e4 белая пешка · h4 белая пешка · c3 белый конь · d3 белый ферзь · f3 белый конь · a2 белая пешка · b2 белая пешка · c2 белая пешка · f2 белая пешка · g2 белая пешка · a1 белая ладья · c1 белый слон · e1 белый король · h1 белая ладья | b8 чёрная ладья · c8 чёрный слон · d8 чёрный ферзь · e8 чёрный король · f8 чёрный слон · h8 чёрная ладья · c7 чёрная пешка · e7 чёрный конь · g7 чёрная пешка · a6 чёрная пешка · c6 чёрная пешка · d6 чёрная пешка · f6 чёрная пешка · e5 чёрная пешка · h5 чёрная пешка · d4 белая пешка · e4 белая пешка · h4 белая пешка · c3 белый конь · d3 белый ферзь · f3 белый конь · a2 белая пешка · b2 белая пешка · c2 белая пешка · f2 белая пешка · g2 белая пешка · a1 белая ладья · c1 белый слон · e1 белый король · h1 белая ладья | b8 чёрная ладья · c8 чёрный слон · d8 чёрный ферзь · e8 чёрный король · f8 чёрный слон · h8 чёрная ладья · c7 чёрная пешка · e7 чёрный конь · g7 чёрная пешка · a6 чёрная пешка · c6 чёрная пешка · d6 чёрная пешка · f6 чёрная пешка · e5 чёрная пешка · h5 чёрная пешка · d4 белая пешка · e4 белая пешка · h4 белая пешка · c3 белый конь · d3 белый ферзь · f3 белый конь · a2 белая пешка · b2 белая пешка · c2 белая пешка · f2 белая пешка · g2 белая пешка · a1 белая ладья · c1 белый слон · e1 белый король · h1 белая ладья | b8 чёрная ладья · c8 чёрный слон · d8 чёрный ферзь · e8 чёрный король · f8 чёрный слон · h8 чёрная ладья · c7 чёрная пешка · e7 чёрный конь · g7 чёрная пешка · a6 чёрная пешка · c6 чёрная пешка · d6 чёрная пешка · f6 чёрная пешка · e5 чёрная пешка · h5 чёрная пешка · d4 белая пешка · e4 белая пешка · h4 белая пешка · c3 белый конь · d3 белый ферзь · f3 белый конь · a2 белая пешка · b2 белая пешка · c2 белая пешка · f2 белая пешка · g2 белая пешка · a1 белая ладья · c1 белый слон · e1 белый король · h1 белая ладья | b8 чёрная ладья · c8 чёрный слон · d8 чёрный ферзь · e8 чёрный король · f8 чёрный слон · h8 чёрная ладья · c7 чёрная пешка · e7 чёрный конь · g7 чёрная пешка · a6 чёрная пешка · c6 чёрная пешка · d6 чёрная пешка · f6 чёрная пешка · e5 чёрная пешка · h5 чёрная пешка · d4 белая пешка · e4 белая пешка · h4 белая пешка · c3 белый конь · d3 белый ферзь · f3 белый конь · a2 белая пешка · b2 белая пешка · c2 белая пешка · f2 белая пешка · g2 белая пешка · a1 белая ладья · c1 белый слон · e1 белый король · h1 белая ладья | b8 чёрная ладья · c8 чёрный слон · d8 чёрный ферзь · e8 чёрный король · f8 чёрный слон · h8 чёрная ладья · c7 чёрная пешка · e7 чёрный конь · g7 чёрная пешка · a6 чёрная пешка · c6 чёрная пешка · d6 чёрная пешка · f6 чёрная пешка · e5 чёрная пешка · h5 чёрная пешка · d4 белая пешка · e4 белая пешка · h4 белая пешка · c3 белый конь · d3 белый ферзь · f3 белый конь · a2 белая пешка · b2 белая пешка · c2 белая пешка · f2 белая пешка · g2 белая пешка · a1 белая ладья · c1 белый слон · e1 белый король · h1 белая ладья | 8 |
| 7 | b8 чёрная ладья · c8 чёрный слон · d8 чёрный ферзь · e8 чёрный король · f8 чёрный слон · h8 чёрная ладья · c7 чёрная пешка · e7 чёрный конь · g7 чёрная пешка · a6 чёрная пешка · c6 чёрная пешка · d6 чёрная пешка · f6 чёрная пешка · e5 чёрная пешка · h5 чёрная пешка · d4 белая пешка · e4 белая пешка · h4 белая пешка · c3 белый конь · d3 белый ферзь · f3 белый конь · a2 белая пешка · b2 белая пешка · c2 белая пешка · f2 белая пешка · g2 белая пешка · a1 белая ладья · c1 белый слон · e1 белый король · h1 белая ладья | b8 чёрная ладья · c8 чёрный слон · d8 чёрный ферзь · e8 чёрный король · f8 чёрный слон · h8 чёрная ладья · c7 чёрная пешка · e7 чёрный конь · g7 чёрная пешка · a6 чёрная пешка · c6 чёрная пешка · d6 чёрная пешка · f6 чёрная пешка · e5 чёрная пешка · h5 чёрная пешка · d4 белая пешка · e4 белая пешка · h4 белая пешка · c3 белый конь · d3 белый ферзь · f3 белый конь · a2 белая пешка · b2 белая пешка · c2 белая пешка · f2 белая пешка · g2 белая пешка · a1 белая ладья · c1 белый слон · e1 белый король · h1 белая ладья | b8 чёрная ладья · c8 чёрный слон · d8 чёрный ферзь · e8 чёрный король · f8 чёрный слон · h8 чёрная ладья · c7 чёрная пешка · e7 чёрный конь · g7 чёрная пешка · a6 чёрная пешка · c6 чёрная пешка · d6 чёрная пешка · f6 чёрная пешка · e5 чёрная пешка · h5 чёрная пешка · d4 белая пешка · e4 белая пешка · h4 белая пешка · c3 белый конь · d3 белый ферзь · f3 белый конь · a2 белая пешка · b2 белая пешка · c2 белая пешка · f2 белая пешка · g2 белая пешка · a1 белая ладья · c1 белый слон · e1 белый король · h1 белая ладья | b8 чёрная ладья · c8 чёрный слон · d8 чёрный ферзь · e8 чёрный король · f8 чёрный слон · h8 чёрная ладья · c7 чёрная пешка · e7 чёрный конь · g7 чёрная пешка · a6 чёрная пешка · c6 чёрная пешка · d6 чёрная пешка · f6 чёрная пешка · e5 чёрная пешка · h5 чёрная пешка · d4 белая пешка · e4 белая пешка · h4 белая пешка · c3 белый конь · d3 белый ферзь · f3 белый конь · a2 белая пешка · b2 белая пешка · c2 белая пешка · f2 белая пешка · g2 белая пешка · a1 белая ладья · c1 белый слон · e1 белый король · h1 белая ладья | b8 чёрная ладья · c8 чёрный слон · d8 чёрный ферзь · e8 чёрный король · f8 чёрный слон · h8 чёрная ладья · c7 чёрная пешка · e7 чёрный конь · g7 чёрная пешка · a6 чёрная пешка · c6 чёрная пешка · d6 чёрная пешка · f6 чёрная пешка · e5 чёрная пешка · h5 чёрная пешка · d4 белая пешка · e4 белая пешка · h4 белая пешка · c3 белый конь · d3 белый ферзь · f3 белый конь · a2 белая пешка · b2 белая пешка · c2 белая пешка · f2 белая пешка · g2 белая пешка · a1 белая ладья · c1 белый слон · e1 белый король · h1 белая ладья | b8 чёрная ладья · c8 чёрный слон · d8 чёрный ферзь · e8 чёрный король · f8 чёрный слон · h8 чёрная ладья · c7 чёрная пешка · e7 чёрный конь · g7 чёрная пешка · a6 чёрная пешка · c6 чёрная пешка · d6 чёрная пешка · f6 чёрная пешка · e5 чёрная пешка · h5 чёрная пешка · d4 белая пешка · e4 белая пешка · h4 белая пешка · c3 белый конь · d3 белый ферзь · f3 белый конь · a2 белая пешка · b2 белая пешка · c2 белая пешка · f2 белая пешка · g2 белая пешка · a1 белая ладья · c1 белый слон · e1 белый король · h1 белая ладья | b8 чёрная ладья · c8 чёрный слон · d8 чёрный ферзь · e8 чёрный король · f8 чёрный слон · h8 чёрная ладья · c7 чёрная пешка · e7 чёрный конь · g7 чёрная пешка · a6 чёрная пешка · c6 чёрная пешка · d6 чёрная пешка · f6 чёрная пешка · e5 чёрная пешка · h5 чёрная пешка · d4 белая пешка · e4 белая пешка · h4 белая пешка · c3 белый конь · d3 белый ферзь · f3 белый конь · a2 белая пешка · b2 белая пешка · c2 белая пешка · f2 белая пешка · g2 белая пешка · a1 белая ладья · c1 белый слон · e1 белый король · h1 белая ладья | b8 чёрная ладья · c8 чёрный слон · d8 чёрный ферзь · e8 чёрный король · f8 чёрный слон · h8 чёрная ладья · c7 чёрная пешка · e7 чёрный конь · g7 чёрная пешка · a6 чёрная пешка · c6 чёрная пешка · d6 чёрная пешка · f6 чёрная пешка · e5 чёрная пешка · h5 чёрная пешка · d4 белая пешка · e4 белая пешка · h4 белая пешка · c3 белый конь · d3 белый ферзь · f3 белый конь · a2 белая пешка · b2 белая пешка · c2 белая пешка · f2 белая пешка · g2 белая пешка · a1 белая ладья · c1 белый слон · e1 белый король · h1 белая ладья | 7 |
| 6 | b8 чёрная ладья · c8 чёрный слон · d8 чёрный ферзь · e8 чёрный король · f8 чёрный слон · h8 чёрная ладья · c7 чёрная пешка · e7 чёрный конь · g7 чёрная пешка · a6 чёрная пешка · c6 чёрная пешка · d6 чёрная пешка · f6 чёрная пешка · e5 чёрная пешка · h5 чёрная пешка · d4 белая пешка · e4 белая пешка · h4 белая пешка · c3 белый конь · d3 белый ферзь · f3 белый конь · a2 белая пешка · b2 белая пешка · c2 белая пешка · f2 белая пешка · g2 белая пешка · a1 белая ладья · c1 белый слон · e1 белый король · h1 белая ладья | b8 чёрная ладья · c8 чёрный слон · d8 чёрный ферзь · e8 чёрный король · f8 чёрный слон · h8 чёрная ладья · c7 чёрная пешка · e7 чёрный конь · g7 чёрная пешка · a6 чёрная пешка · c6 чёрная пешка · d6 чёрная пешка · f6 чёрная пешка · e5 чёрная пешка · h5 чёрная пешка · d4 белая пешка · e4 белая пешка · h4 белая пешка · c3 белый конь · d3 белый ферзь · f3 белый конь · a2 белая пешка · b2 белая пешка · c2 белая пешка · f2 белая пешка · g2 белая пешка · a1 белая ладья · c1 белый слон · e1 белый король · h1 белая ладья | b8 чёрная ладья · c8 чёрный слон · d8 чёрный ферзь · e8 чёрный король · f8 чёрный слон · h8 чёрная ладья · c7 чёрная пешка · e7 чёрный конь · g7 чёрная пешка · a6 чёрная пешка · c6 чёрная пешка · d6 чёрная пешка · f6 чёрная пешка · e5 чёрная пешка · h5 чёрная пешка · d4 белая пешка · e4 белая пешка · h4 белая пешка · c3 белый конь · d3 белый ферзь · f3 белый конь · a2 белая пешка · b2 белая пешка · c2 белая пешка · f2 белая пешка · g2 белая пешка · a1 белая ладья · c1 белый слон · e1 белый король · h1 белая ладья | b8 чёрная ладья · c8 чёрный слон · d8 чёрный ферзь · e8 чёрный король · f8 чёрный слон · h8 чёрная ладья · c7 чёрная пешка · e7 чёрный конь · g7 чёрная пешка · a6 чёрная пешка · c6 чёрная пешка · d6 чёрная пешка · f6 чёрная пешка · e5 чёрная пешка · h5 чёрная пешка · d4 белая пешка · e4 белая пешка · h4 белая пешка · c3 белый конь · d3 белый ферзь · f3 белый конь · a2 белая пешка · b2 белая пешка · c2 белая пешка · f2 белая пешка · g2 белая пешка · a1 белая ладья · c1 белый слон · e1 белый король · h1 белая ладья | b8 чёрная ладья · c8 чёрный слон · d8 чёрный ферзь · e8 чёрный король · f8 чёрный слон · h8 чёрная ладья · c7 чёрная пешка · e7 чёрный конь · g7 чёрная пешка · a6 чёрная пешка · c6 чёрная пешка · d6 чёрная пешка · f6 чёрная пешка · e5 чёрная пешка · h5 чёрная пешка · d4 белая пешка · e4 белая пешка · h4 белая пешка · c3 белый конь · d3 белый ферзь · f3 белый конь · a2 белая пешка · b2 белая пешка · c2 белая пешка · f2 белая пешка · g2 белая пешка · a1 белая ладья · c1 белый слон · e1 белый король · h1 белая ладья | b8 чёрная ладья · c8 чёрный слон · d8 чёрный ферзь · e8 чёрный король · f8 чёрный слон · h8 чёрная ладья · c7 чёрная пешка · e7 чёрный конь · g7 чёрная пешка · a6 чёрная пешка · c6 чёрная пешка · d6 чёрная пешка · f6 чёрная пешка · e5 чёрная пешка · h5 чёрная пешка · d4 белая пешка · e4 белая пешка · h4 белая пешка · c3 белый конь · d3 белый ферзь · f3 белый конь · a2 белая пешка · b2 белая пешка · c2 белая пешка · f2 белая пешка · g2 белая пешка · a1 белая ладья · c1 белый слон · e1 белый король · h1 белая ладья | b8 чёрная ладья · c8 чёрный слон · d8 чёрный ферзь · e8 чёрный король · f8 чёрный слон · h8 чёрная ладья · c7 чёрная пешка · e7 чёрный конь · g7 чёрная пешка · a6 чёрная пешка · c6 чёрная пешка · d6 чёрная пешка · f6 чёрная пешка · e5 чёрная пешка · h5 чёрная пешка · d4 белая пешка · e4 белая пешка · h4 белая пешка · c3 белый конь · d3 белый ферзь · f3 белый конь · a2 белая пешка · b2 белая пешка · c2 белая пешка · f2 белая пешка · g2 белая пешка · a1 белая ладья · c1 белый слон · e1 белый король · h1 белая ладья | b8 чёрная ладья · c8 чёрный слон · d8 чёрный ферзь · e8 чёрный король · f8 чёрный слон · h8 чёрная ладья · c7 чёрная пешка · e7 чёрный конь · g7 чёрная пешка · a6 чёрная пешка · c6 чёрная пешка · d6 чёрная пешка · f6 чёрная пешка · e5 чёрная пешка · h5 чёрная пешка · d4 белая пешка · e4 белая пешка · h4 белая пешка · c3 белый конь · d3 белый ферзь · f3 белый конь · a2 белая пешка · b2 белая пешка · c2 белая пешка · f2 белая пешка · g2 белая пешка · a1 белая ладья · c1 белый слон · e1 белый король · h1 белая ладья | 6 |
| 5 | b8 чёрная ладья · c8 чёрный слон · d8 чёрный ферзь · e8 чёрный король · f8 чёрный слон · h8 чёрная ладья · c7 чёрная пешка · e7 чёрный конь · g7 чёрная пешка · a6 чёрная пешка · c6 чёрная пешка · d6 чёрная пешка · f6 чёрная пешка · e5 чёрная пешка · h5 чёрная пешка · d4 белая пешка · e4 белая пешка · h4 белая пешка · c3 белый конь · d3 белый ферзь · f3 белый конь · a2 белая пешка · b2 белая пешка · c2 белая пешка · f2 белая пешка · g2 белая пешка · a1 белая ладья · c1 белый слон · e1 белый король · h1 белая ладья | b8 чёрная ладья · c8 чёрный слон · d8 чёрный ферзь · e8 чёрный король · f8 чёрный слон · h8 чёрная ладья · c7 чёрная пешка · e7 чёрный конь · g7 чёрная пешка · a6 чёрная пешка · c6 чёрная пешка · d6 чёрная пешка · f6 чёрная пешка · e5 чёрная пешка · h5 чёрная пешка · d4 белая пешка · e4 белая пешка · h4 белая пешка · c3 белый конь · d3 белый ферзь · f3 белый конь · a2 белая пешка · b2 белая пешка · c2 белая пешка · f2 белая пешка · g2 белая пешка · a1 белая ладья · c1 белый слон · e1 белый король · h1 белая ладья | b8 чёрная ладья · c8 чёрный слон · d8 чёрный ферзь · e8 чёрный король · f8 чёрный слон · h8 чёрная ладья · c7 чёрная пешка · e7 чёрный конь · g7 чёрная пешка · a6 чёрная пешка · c6 чёрная пешка · d6 чёрная пешка · f6 чёрная пешка · e5 чёрная пешка · h5 чёрная пешка · d4 белая пешка · e4 белая пешка · h4 белая пешка · c3 белый конь · d3 белый ферзь · f3 белый конь · a2 белая пешка · b2 белая пешка · c2 белая пешка · f2 белая пешка · g2 белая пешка · a1 белая ладья · c1 белый слон · e1 белый король · h1 белая ладья | b8 чёрная ладья · c8 чёрный слон · d8 чёрный ферзь · e8 чёрный король · f8 чёрный слон · h8 чёрная ладья · c7 чёрная пешка · e7 чёрный конь · g7 чёрная пешка · a6 чёрная пешка · c6 чёрная пешка · d6 чёрная пешка · f6 чёрная пешка · e5 чёрная пешка · h5 чёрная пешка · d4 белая пешка · e4 белая пешка · h4 белая пешка · c3 белый конь · d3 белый ферзь · f3 белый конь · a2 белая пешка · b2 белая пешка · c2 белая пешка · f2 белая пешка · g2 белая пешка · a1 белая ладья · c1 белый слон · e1 белый король · h1 белая ладья | b8 чёрная ладья · c8 чёрный слон · d8 чёрный ферзь · e8 чёрный король · f8 чёрный слон · h8 чёрная ладья · c7 чёрная пешка · e7 чёрный конь · g7 чёрная пешка · a6 чёрная пешка · c6 чёрная пешка · d6 чёрная пешка · f6 чёрная пешка · e5 чёрная пешка · h5 чёрная пешка · d4 белая пешка · e4 белая пешка · h4 белая пешка · c3 белый конь · d3 белый ферзь · f3 белый конь · a2 белая пешка · b2 белая пешка · c2 белая пешка · f2 белая пешка · g2 белая пешка · a1 белая ладья · c1 белый слон · e1 белый король · h1 белая ладья | b8 чёрная ладья · c8 чёрный слон · d8 чёрный ферзь · e8 чёрный король · f8 чёрный слон · h8 чёрная ладья · c7 чёрная пешка · e7 чёрный конь · g7 чёрная пешка · a6 чёрная пешка · c6 чёрная пешка · d6 чёрная пешка · f6 чёрная пешка · e5 чёрная пешка · h5 чёрная пешка · d4 белая пешка · e4 белая пешка · h4 белая пешка · c3 белый конь · d3 белый ферзь · f3 белый конь · a2 белая пешка · b2 белая пешка · c2 белая пешка · f2 белая пешка · g2 белая пешка · a1 белая ладья · c1 белый слон · e1 белый король · h1 белая ладья | b8 чёрная ладья · c8 чёрный слон · d8 чёрный ферзь · e8 чёрный король · f8 чёрный слон · h8 чёрная ладья · c7 чёрная пешка · e7 чёрный конь · g7 чёрная пешка · a6 чёрная пешка · c6 чёрная пешка · d6 чёрная пешка · f6 чёрная пешка · e5 чёрная пешка · h5 чёрная пешка · d4 белая пешка · e4 белая пешка · h4 белая пешка · c3 белый конь · d3 белый ферзь · f3 белый конь · a2 белая пешка · b2 белая пешка · c2 белая пешка · f2 белая пешка · g2 белая пешка · a1 белая ладья · c1 белый слон · e1 белый король · h1 белая ладья | b8 чёрная ладья · c8 чёрный слон · d8 чёрный ферзь · e8 чёрный король · f8 чёрный слон · h8 чёрная ладья · c7 чёрная пешка · e7 чёрный конь · g7 чёрная пешка · a6 чёрная пешка · c6 чёрная пешка · d6 чёрная пешка · f6 чёрная пешка · e5 чёрная пешка · h5 чёрная пешка · d4 белая пешка · e4 белая пешка · h4 белая пешка · c3 белый конь · d3 белый ферзь · f3 белый конь · a2 белая пешка · b2 белая пешка · c2 белая пешка · f2 белая пешка · g2 белая пешка · a1 белая ладья · c1 белый слон · e1 белый король · h1 белая ладья | 5 |
| 4 | b8 чёрная ладья · c8 чёрный слон · d8 чёрный ферзь · e8 чёрный король · f8 чёрный слон · h8 чёрная ладья · c7 чёрная пешка · e7 чёрный конь · g7 чёрная пешка · a6 чёрная пешка · c6 чёрная пешка · d6 чёрная пешка · f6 чёрная пешка · e5 чёрная пешка · h5 чёрная пешка · d4 белая пешка · e4 белая пешка · h4 белая пешка · c3 белый конь · d3 белый ферзь · f3 белый конь · a2 белая пешка · b2 белая пешка · c2 белая пешка · f2 белая пешка · g2 белая пешка · a1 белая ладья · c1 белый слон · e1 белый король · h1 белая ладья | b8 чёрная ладья · c8 чёрный слон · d8 чёрный ферзь · e8 чёрный король · f8 чёрный слон · h8 чёрная ладья · c7 чёрная пешка · e7 чёрный конь · g7 чёрная пешка · a6 чёрная пешка · c6 чёрная пешка · d6 чёрная пешка · f6 чёрная пешка · e5 чёрная пешка · h5 чёрная пешка · d4 белая пешка · e4 белая пешка · h4 белая пешка · c3 белый конь · d3 белый ферзь · f3 белый конь · a2 белая пешка · b2 белая пешка · c2 белая пешка · f2 белая пешка · g2 белая пешка · a1 белая ладья · c1 белый слон · e1 белый король · h1 белая ладья | b8 чёрная ладья · c8 чёрный слон · d8 чёрный ферзь · e8 чёрный король · f8 чёрный слон · h8 чёрная ладья · c7 чёрная пешка · e7 чёрный конь · g7 чёрная пешка · a6 чёрная пешка · c6 чёрная пешка · d6 чёрная пешка · f6 чёрная пешка · e5 чёрная пешка · h5 чёрная пешка · d4 белая пешка · e4 белая пешка · h4 белая пешка · c3 белый конь · d3 белый ферзь · f3 белый конь · a2 белая пешка · b2 белая пешка · c2 белая пешка · f2 белая пешка · g2 белая пешка · a1 белая ладья · c1 белый слон · e1 белый король · h1 белая ладья | b8 чёрная ладья · c8 чёрный слон · d8 чёрный ферзь · e8 чёрный король · f8 чёрный слон · h8 чёрная ладья · c7 чёрная пешка · e7 чёрный конь · g7 чёрная пешка · a6 чёрная пешка · c6 чёрная пешка · d6 чёрная пешка · f6 чёрная пешка · e5 чёрная пешка · h5 чёрная пешка · d4 белая пешка · e4 белая пешка · h4 белая пешка · c3 белый конь · d3 белый ферзь · f3 белый конь · a2 белая пешка · b2 белая пешка · c2 белая пешка · f2 белая пешка · g2 белая пешка · a1 белая ладья · c1 белый слон · e1 белый король · h1 белая ладья | b8 чёрная ладья · c8 чёрный слон · d8 чёрный ферзь · e8 чёрный король · f8 чёрный слон · h8 чёрная ладья · c7 чёрная пешка · e7 чёрный конь · g7 чёрная пешка · a6 чёрная пешка · c6 чёрная пешка · d6 чёрная пешка · f6 чёрная пешка · e5 чёрная пешка · h5 чёрная пешка · d4 белая пешка · e4 белая пешка · h4 белая пешка · c3 белый конь · d3 белый ферзь · f3 белый конь · a2 белая пешка · b2 белая пешка · c2 белая пешка · f2 белая пешка · g2 белая пешка · a1 белая ладья · c1 белый слон · e1 белый король · h1 белая ладья | b8 чёрная ладья · c8 чёрный слон · d8 чёрный ферзь · e8 чёрный король · f8 чёрный слон · h8 чёрная ладья · c7 чёрная пешка · e7 чёрный конь · g7 чёрная пешка · a6 чёрная пешка · c6 чёрная пешка · d6 чёрная пешка · f6 чёрная пешка · e5 чёрная пешка · h5 чёрная пешка · d4 белая пешка · e4 белая пешка · h4 белая пешка · c3 белый конь · d3 белый ферзь · f3 белый конь · a2 белая пешка · b2 белая пешка · c2 белая пешка · f2 белая пешка · g2 белая пешка · a1 белая ладья · c1 белый слон · e1 белый король · h1 белая ладья | b8 чёрная ладья · c8 чёрный слон · d8 чёрный ферзь · e8 чёрный король · f8 чёрный слон · h8 чёрная ладья · c7 чёрная пешка · e7 чёрный конь · g7 чёрная пешка · a6 чёрная пешка · c6 чёрная пешка · d6 чёрная пешка · f6 чёрная пешка · e5 чёрная пешка · h5 чёрная пешка · d4 белая пешка · e4 белая пешка · h4 белая пешка · c3 белый конь · d3 белый ферзь · f3 белый конь · a2 белая пешка · b2 белая пешка · c2 белая пешка · f2 белая пешка · g2 белая пешка · a1 белая ладья · c1 белый слон · e1 белый король · h1 белая ладья | b8 чёрная ладья · c8 чёрный слон · d8 чёрный ферзь · e8 чёрный король · f8 чёрный слон · h8 чёрная ладья · c7 чёрная пешка · e7 чёрный конь · g7 чёрная пешка · a6 чёрная пешка · c6 чёрная пешка · d6 чёрная пешка · f6 чёрная пешка · e5 чёрная пешка · h5 чёрная пешка · d4 белая пешка · e4 белая пешка · h4 белая пешка · c3 белый конь · d3 белый ферзь · f3 белый конь · a2 белая пешка · b2 белая пешка · c2 белая пешка · f2 белая пешка · g2 белая пешка · a1 белая ладья · c1 белый слон · e1 белый король · h1 белая ладья | 4 |
| 3 | b8 чёрная ладья · c8 чёрный слон · d8 чёрный ферзь · e8 чёрный король · f8 чёрный слон · h8 чёрная ладья · c7 чёрная пешка · e7 чёрный конь · g7 чёрная пешка · a6 чёрная пешка · c6 чёрная пешка · d6 чёрная пешка · f6 чёрная пешка · e5 чёрная пешка · h5 чёрная пешка · d4 белая пешка · e4 белая пешка · h4 белая пешка · c3 белый конь · d3 белый ферзь · f3 белый конь · a2 белая пешка · b2 белая пешка · c2 белая пешка · f2 белая пешка · g2 белая пешка · a1 белая ладья · c1 белый слон · e1 белый король · h1 белая ладья | b8 чёрная ладья · c8 чёрный слон · d8 чёрный ферзь · e8 чёрный король · f8 чёрный слон · h8 чёрная ладья · c7 чёрная пешка · e7 чёрный конь · g7 чёрная пешка · a6 чёрная пешка · c6 чёрная пешка · d6 чёрная пешка · f6 чёрная пешка · e5 чёрная пешка · h5 чёрная пешка · d4 белая пешка · e4 белая пешка · h4 белая пешка · c3 белый конь · d3 белый ферзь · f3 белый конь · a2 белая пешка · b2 белая пешка · c2 белая пешка · f2 белая пешка · g2 белая пешка · a1 белая ладья · c1 белый слон · e1 белый король · h1 белая ладья | b8 чёрная ладья · c8 чёрный слон · d8 чёрный ферзь · e8 чёрный король · f8 чёрный слон · h8 чёрная ладья · c7 чёрная пешка · e7 чёрный конь · g7 чёрная пешка · a6 чёрная пешка · c6 чёрная пешка · d6 чёрная пешка · f6 чёрная пешка · e5 чёрная пешка · h5 чёрная пешка · d4 белая пешка · e4 белая пешка · h4 белая пешка · c3 белый конь · d3 белый ферзь · f3 белый конь · a2 белая пешка · b2 белая пешка · c2 белая пешка · f2 белая пешка · g2 белая пешка · a1 белая ладья · c1 белый слон · e1 белый король · h1 белая ладья | b8 чёрная ладья · c8 чёрный слон · d8 чёрный ферзь · e8 чёрный король · f8 чёрный слон · h8 чёрная ладья · c7 чёрная пешка · e7 чёрный конь · g7 чёрная пешка · a6 чёрная пешка · c6 чёрная пешка · d6 чёрная пешка · f6 чёрная пешка · e5 чёрная пешка · h5 чёрная пешка · d4 белая пешка · e4 белая пешка · h4 белая пешка · c3 белый конь · d3 белый ферзь · f3 белый конь · a2 белая пешка · b2 белая пешка · c2 белая пешка · f2 белая пешка · g2 белая пешка · a1 белая ладья · c1 белый слон · e1 белый король · h1 белая ладья | b8 чёрная ладья · c8 чёрный слон · d8 чёрный ферзь · e8 чёрный король · f8 чёрный слон · h8 чёрная ладья · c7 чёрная пешка · e7 чёрный конь · g7 чёрная пешка · a6 чёрная пешка · c6 чёрная пешка · d6 чёрная пешка · f6 чёрная пешка · e5 чёрная пешка · h5 чёрная пешка · d4 белая пешка · e4 белая пешка · h4 белая пешка · c3 белый конь · d3 белый ферзь · f3 белый конь · a2 белая пешка · b2 белая пешка · c2 белая пешка · f2 белая пешка · g2 белая пешка · a1 белая ладья · c1 белый слон · e1 белый король · h1 белая ладья | b8 чёрная ладья · c8 чёрный слон · d8 чёрный ферзь · e8 чёрный король · f8 чёрный слон · h8 чёрная ладья · c7 чёрная пешка · e7 чёрный конь · g7 чёрная пешка · a6 чёрная пешка · c6 чёрная пешка · d6 чёрная пешка · f6 чёрная пешка · e5 чёрная пешка · h5 чёрная пешка · d4 белая пешка · e4 белая пешка · h4 белая пешка · c3 белый конь · d3 белый ферзь · f3 белый конь · a2 белая пешка · b2 белая пешка · c2 белая пешка · f2 белая пешка · g2 белая пешка · a1 белая ладья · c1 белый слон · e1 белый король · h1 белая ладья | b8 чёрная ладья · c8 чёрный слон · d8 чёрный ферзь · e8 чёрный король · f8 чёрный слон · h8 чёрная ладья · c7 чёрная пешка · e7 чёрный конь · g7 чёрная пешка · a6 чёрная пешка · c6 чёрная пешка · d6 чёрная пешка · f6 чёрная пешка · e5 чёрная пешка · h5 чёрная пешка · d4 белая пешка · e4 белая пешка · h4 белая пешка · c3 белый конь · d3 белый ферзь · f3 белый конь · a2 белая пешка · b2 белая пешка · c2 белая пешка · f2 белая пешка · g2 белая пешка · a1 белая ладья · c1 белый слон · e1 белый король · h1 белая ладья | b8 чёрная ладья · c8 чёрный слон · d8 чёрный ферзь · e8 чёрный король · f8 чёрный слон · h8 чёрная ладья · c7 чёрная пешка · e7 чёрный конь · g7 чёрная пешка · a6 чёрная пешка · c6 чёрная пешка · d6 чёрная пешка · f6 чёрная пешка · e5 чёрная пешка · h5 чёрная пешка · d4 белая пешка · e4 белая пешка · h4 белая пешка · c3 белый конь · d3 белый ферзь · f3 белый конь · a2 белая пешка · b2 белая пешка · c2 белая пешка · f2 белая пешка · g2 белая пешка · a1 белая ладья · c1 белый слон · e1 белый король · h1 белая ладья | 3 |
| 2 | b8 чёрная ладья · c8 чёрный слон · d8 чёрный ферзь · e8 чёрный король · f8 чёрный слон · h8 чёрная ладья · c7 чёрная пешка · e7 чёрный конь · g7 чёрная пешка · a6 чёрная пешка · c6 чёрная пешка · d6 чёрная пешка · f6 чёрная пешка · e5 чёрная пешка · h5 чёрная пешка · d4 белая пешка · e4 белая пешка · h4 белая пешка · c3 белый конь · d3 белый ферзь · f3 белый конь · a2 белая пешка · b2 белая пешка · c2 белая пешка · f2 белая пешка · g2 белая пешка · a1 белая ладья · c1 белый слон · e1 белый король · h1 белая ладья | b8 чёрная ладья · c8 чёрный слон · d8 чёрный ферзь · e8 чёрный король · f8 чёрный слон · h8 чёрная ладья · c7 чёрная пешка · e7 чёрный конь · g7 чёрная пешка · a6 чёрная пешка · c6 чёрная пешка · d6 чёрная пешка · f6 чёрная пешка · e5 чёрная пешка · h5 чёрная пешка · d4 белая пешка · e4 белая пешка · h4 белая пешка · c3 белый конь · d3 белый ферзь · f3 белый конь · a2 белая пешка · b2 белая пешка · c2 белая пешка · f2 белая пешка · g2 белая пешка · a1 белая ладья · c1 белый слон · e1 белый король · h1 белая ладья | b8 чёрная ладья · c8 чёрный слон · d8 чёрный ферзь · e8 чёрный король · f8 чёрный слон · h8 чёрная ладья · c7 чёрная пешка · e7 чёрный конь · g7 чёрная пешка · a6 чёрная пешка · c6 чёрная пешка · d6 чёрная пешка · f6 чёрная пешка · e5 чёрная пешка · h5 чёрная пешка · d4 белая пешка · e4 белая пешка · h4 белая пешка · c3 белый конь · d3 белый ферзь · f3 белый конь · a2 белая пешка · b2 белая пешка · c2 белая пешка · f2 белая пешка · g2 белая пешка · a1 белая ладья · c1 белый слон · e1 белый король · h1 белая ладья | b8 чёрная ладья · c8 чёрный слон · d8 чёрный ферзь · e8 чёрный король · f8 чёрный слон · h8 чёрная ладья · c7 чёрная пешка · e7 чёрный конь · g7 чёрная пешка · a6 чёрная пешка · c6 чёрная пешка · d6 чёрная пешка · f6 чёрная пешка · e5 чёрная пешка · h5 чёрная пешка · d4 белая пешка · e4 белая пешка · h4 белая пешка · c3 белый конь · d3 белый ферзь · f3 белый конь · a2 белая пешка · b2 белая пешка · c2 белая пешка · f2 белая пешка · g2 белая пешка · a1 белая ладья · c1 белый слон · e1 белый король · h1 белая ладья | b8 чёрная ладья · c8 чёрный слон · d8 чёрный ферзь · e8 чёрный король · f8 чёрный слон · h8 чёрная ладья · c7 чёрная пешка · e7 чёрный конь · g7 чёрная пешка · a6 чёрная пешка · c6 чёрная пешка · d6 чёрная пешка · f6 чёрная пешка · e5 чёрная пешка · h5 чёрная пешка · d4 белая пешка · e4 белая пешка · h4 белая пешка · c3 белый конь · d3 белый ферзь · f3 белый конь · a2 белая пешка · b2 белая пешка · c2 белая пешка · f2 белая пешка · g2 белая пешка · a1 белая ладья · c1 белый слон · e1 белый король · h1 белая ладья | b8 чёрная ладья · c8 чёрный слон · d8 чёрный ферзь · e8 чёрный король · f8 чёрный слон · h8 чёрная ладья · c7 чёрная пешка · e7 чёрный конь · g7 чёрная пешка · a6 чёрная пешка · c6 чёрная пешка · d6 чёрная пешка · f6 чёрная пешка · e5 чёрная пешка · h5 чёрная пешка · d4 белая пешка · e4 белая пешка · h4 белая пешка · c3 белый конь · d3 белый ферзь · f3 белый конь · a2 белая пешка · b2 белая пешка · c2 белая пешка · f2 белая пешка · g2 белая пешка · a1 белая ладья · c1 белый слон · e1 белый король · h1 белая ладья | b8 чёрная ладья · c8 чёрный слон · d8 чёрный ферзь · e8 чёрный король · f8 чёрный слон · h8 чёрная ладья · c7 чёрная пешка · e7 чёрный конь · g7 чёрная пешка · a6 чёрная пешка · c6 чёрная пешка · d6 чёрная пешка · f6 чёрная пешка · e5 чёрная пешка · h5 чёрная пешка · d4 белая пешка · e4 белая пешка · h4 белая пешка · c3 белый конь · d3 белый ферзь · f3 белый конь · a2 белая пешка · b2 белая пешка · c2 белая пешка · f2 белая пешка · g2 белая пешка · a1 белая ладья · c1 белый слон · e1 белый король · h1 белая ладья | b8 чёрная ладья · c8 чёрный слон · d8 чёрный ферзь · e8 чёрный король · f8 чёрный слон · h8 чёрная ладья · c7 чёрная пешка · e7 чёрный конь · g7 чёрная пешка · a6 чёрная пешка · c6 чёрная пешка · d6 чёрная пешка · f6 чёрная пешка · e5 чёрная пешка · h5 чёрная пешка · d4 белая пешка · e4 белая пешка · h4 белая пешка · c3 белый конь · d3 белый ферзь · f3 белый конь · a2 белая пешка · b2 белая пешка · c2 белая пешка · f2 белая пешка · g2 белая пешка · a1 белая ладья · c1 белый слон · e1 белый король · h1 белая ладья | 2 |
| 1 | b8 чёрная ладья · c8 чёрный слон · d8 чёрный ферзь · e8 чёрный король · f8 чёрный слон · h8 чёрная ладья · c7 чёрная пешка · e7 чёрный конь · g7 чёрная пешка · a6 чёрная пешка · c6 чёрная пешка · d6 чёрная пешка · f6 чёрная пешка · e5 чёрная пешка · h5 чёрная пешка · d4 белая пешка · e4 белая пешка · h4 белая пешка · c3 белый конь · d3 белый ферзь · f3 белый конь · a2 белая пешка · b2 белая пешка · c2 белая пешка · f2 белая пешка · g2 белая пешка · a1 белая ладья · c1 белый слон · e1 белый король · h1 белая ладья | b8 чёрная ладья · c8 чёрный слон · d8 чёрный ферзь · e8 чёрный король · f8 чёрный слон · h8 чёрная ладья · c7 чёрная пешка · e7 чёрный конь · g7 чёрная пешка · a6 чёрная пешка · c6 чёрная пешка · d6 чёрная пешка · f6 чёрная пешка · e5 чёрная пешка · h5 чёрная пешка · d4 белая пешка · e4 белая пешка · h4 белая пешка · c3 белый конь · d3 белый ферзь · f3 белый конь · a2 белая пешка · b2 белая пешка · c2 белая пешка · f2 белая пешка · g2 белая пешка · a1 белая ладья · c1 белый слон · e1 белый король · h1 белая ладья | b8 чёрная ладья · c8 чёрный слон · d8 чёрный ферзь · e8 чёрный король · f8 чёрный слон · h8 чёрная ладья · c7 чёрная пешка · e7 чёрный конь · g7 чёрная пешка · a6 чёрная пешка · c6 чёрная пешка · d6 чёрная пешка · f6 чёрная пешка · e5 чёрная пешка · h5 чёрная пешка · d4 белая пешка · e4 белая пешка · h4 белая пешка · c3 белый конь · d3 белый ферзь · f3 белый конь · a2 белая пешка · b2 белая пешка · c2 белая пешка · f2 белая пешка · g2 белая пешка · a1 белая ладья · c1 белый слон · e1 белый король · h1 белая ладья | b8 чёрная ладья · c8 чёрный слон · d8 чёрный ферзь · e8 чёрный король · f8 чёрный слон · h8 чёрная ладья · c7 чёрная пешка · e7 чёрный конь · g7 чёрная пешка · a6 чёрная пешка · c6 чёрная пешка · d6 чёрная пешка · f6 чёрная пешка · e5 чёрная пешка · h5 чёрная пешка · d4 белая пешка · e4 белая пешка · h4 белая пешка · c3 белый конь · d3 белый ферзь · f3 белый конь · a2 белая пешка · b2 белая пешка · c2 белая пешка · f2 белая пешка · g2 белая пешка · a1 белая ладья · c1 белый слон · e1 белый король · h1 белая ладья | b8 чёрная ладья · c8 чёрный слон · d8 чёрный ферзь · e8 чёрный король · f8 чёрный слон · h8 чёрная ладья · c7 чёрная пешка · e7 чёрный конь · g7 чёрная пешка · a6 чёрная пешка · c6 чёрная пешка · d6 чёрная пешка · f6 чёрная пешка · e5 чёрная пешка · h5 чёрная пешка · d4 белая пешка · e4 белая пешка · h4 белая пешка · c3 белый конь · d3 белый ферзь · f3 белый конь · a2 белая пешка · b2 белая пешка · c2 белая пешка · f2 белая пешка · g2 белая пешка · a1 белая ладья · c1 белый слон · e1 белый король · h1 белая ладья | b8 чёрная ладья · c8 чёрный слон · d8 чёрный ферзь · e8 чёрный король · f8 чёрный слон · h8 чёрная ладья · c7 чёрная пешка · e7 чёрный конь · g7 чёрная пешка · a6 чёрная пешка · c6 чёрная пешка · d6 чёрная пешка · f6 чёрная пешка · e5 чёрная пешка · h5 чёрная пешка · d4 белая пешка · e4 белая пешка · h4 белая пешка · c3 белый конь · d3 белый ферзь · f3 белый конь · a2 белая пешка · b2 белая пешка · c2 белая пешка · f2 белая пешка · g2 белая пешка · a1 белая ладья · c1 белый слон · e1 белый король · h1 белая ладья | b8 чёрная ладья · c8 чёрный слон · d8 чёрный ферзь · e8 чёрный король · f8 чёрный слон · h8 чёрная ладья · c7 чёрная пешка · e7 чёрный конь · g7 чёрная пешка · a6 чёрная пешка · c6 чёрная пешка · d6 чёрная пешка · f6 чёрная пешка · e5 чёрная пешка · h5 чёрная пешка · d4 белая пешка · e4 белая пешка · h4 белая пешка · c3 белый конь · d3 белый ферзь · f3 белый конь · a2 белая пешка · b2 белая пешка · c2 белая пешка · f2 белая пешка · g2 белая пешка · a1 белая ладья · c1 белый слон · e1 белый король · h1 белая ладья | b8 чёрная ладья · c8 чёрный слон · d8 чёрный ферзь · e8 чёрный король · f8 чёрный слон · h8 чёрная ладья · c7 чёрная пешка · e7 чёрный конь · g7 чёрная пешка · a6 чёрная пешка · c6 чёрная пешка · d6 чёрная пешка · f6 чёрная пешка · e5 чёрная пешка · h5 чёрная пешка · d4 белая пешка · e4 белая пешка · h4 белая пешка · c3 белый конь · d3 белый ферзь · f3 белый конь · a2 белая пешка · b2 белая пешка · c2 белая пешка · f2 белая пешка · g2 белая пешка · a1 белая ладья · c1 белый слон · e1 белый король · h1 белая ладья | 1 |
|   | a | b | c | d | e | f | g | h |   |

В партии C. Фойер — А. О’Келли 1934 года белым удалось подготовить оригинальную ловушку (см. диаграмму 3).
10. Ce3
Белые завершают развитие, мнимо жертвуя пешку.
10… Л:b2?
11. de de??
Грубая ошибка чёрных. Вместо 11… de? необходимо было взять на e5 другой пешкой 11… fe и в случае 12. K:e5 отступить ладьёй на b8. У белых был бы лишь позиционный перевес.
12. Ф:d8+ Kp: d8
13. 0-0-0+!
Неожиданный шах с выигрышем ладьи и партии.